# Batalha das Ardenas
A Batalha das Ardenas (também conhecida como Ofensiva das Ardenas ou Batalha do Bulge) foi a última grande campanha ofensiva alemã na Frente Ocidental durante a Segunda Guerra Mundial, ocorrendo entre 16 de dezembro de 1944 e 25 de janeiro de 1945. Ela foi lançada na densamente florestada região das Ardenas, entre a Bélgica e Luxemburgo. A ofensiva tinha como objetivo impedir o uso pelos Aliados do porto belga de Antuérpia e dividir as linhas aliadas, permitindo que os alemães cercassem e destruíssem cada um dos quatro exércitos aliados, forçando os Aliados ocidentais a negociar um tratado de paz favorável às Potências do Eixo. A Wehrmacht (o Exército Alemão) chamou a campanha de Unternehmen Wacht am Rhein ("Operação Vigília sobre o Reno"). Esta ofensiva alemã foi oficialmente chamada de Campanha Ardena-Alsácia pelo Exército dos Estados Unidos.
Os alemães realizaram um ataque surpresa total na manhã de 16 de dezembro de 1944, devido a uma combinação de excesso de confiança dos Aliados — baseado no terreno defensivo favorável e em informações de inteligência falhas sobre as intenções da Wehrmacht — reconhecimento aéreo deficiente devido ao mau tempo, e uma preocupação excessiva com os planos ofensivos aliados em outras regiões. As forças americanas estavam utilizando essa área principalmente como zona de descanso para o Primeiro Exército dos Estados Unidos e as linhas estavam sendo mantidas por tropas exaustas e unidades de reposição inexperientes. Os alemães também aproveitaram as condições climáticas de forte nebulosidade, que mantiveram no solo as superiores forças aéreas aliadas por um longo período. A resistência americana no flanco norte da ofensiva, em torno da Elsenborn Ridge, e no sul, em torno de Bastogne, bloqueou o acesso alemão a estradas-chave a noroeste e oeste, das quais eles dependiam para o sucesso da operação. Essa congestão, junto com o terreno que favorecia os defensores, atrasou o avanço alemão e permitiu que os Aliados reforçassem as tropas que estavam inicialmente espalhadas. O ponto mais ocidental alcançado pela ofensiva foi a vila de Foy-Notre-Dame, a sudeste de Dinant, sendo detido pela 2ª Divisão Blindada estadunidense em 24 de dezembro de 1944. A melhoria das condições climáticas a partir de 24 de dezembro permitiu ataques aéreos contra as forças e as linhas de suprimento alemãs. Em 26 de dezembro, a vanguarda do Terceiro Exército dos Estados Unidos de George Patton alcançou Bastogne pelo sul, encerrando o cerco. Embora a ofensiva tenha sido efetivamente quebrada em 27 de dezembro — quando unidades cercadas da 2ª Divisão Panzer tentaram romper o cerco com apenas sucesso parcial — a batalha continuou por mais um mês até que a linha de frente fosse efetivamente restaurada à sua posição anterior ao ataque.
Os alemães mobilizaram mais de 410 000 homens, pouco mais de 1 400 tanques e veículos de combate blindados, 2 600 peças de artilharia e mais de 1 000 aeronaves de combate. Entre 63 000 e 104 000 desses homens foram mortos, desapareceram, ficaram feridos em combate ou foram capturados. A batalha esgotou severamente as forças blindadas da Alemanha, que permaneceram em grande parte sem reposição durante o restante da guerra. Já a Luftwaffe, a força aérea alemã, utilizou o que restou de sua unidades de combate em sua própria ofensiva, sofrendo pesadas perdas. Após a derrota, muitas unidades alemãs experientes ficaram efetivamente sem homens e equipamentos, e os sobreviventes recuaram para a Linha Siegfried. De fato, os comandantes e generais alemães tinham argumentado a Adolf Hitler contra essa ofensiva, que esgotou as últimas reservas de homens e máquinas da Alemanha, enquanto os soviéticos continuavam avançando no leste.
As forças aliadas chegaram a contar com mais de 700 000 homens nas linhas de frente; entre eles, houve entre 77 000 e 83 000 baixas, incluindo pelo menos 8 600 mortos. Este combate foi a maior e mais sangrenta batalha individual travada pelos Estados Unidos na Segunda Guerra Mundial e a terceira campanha mais mortal da história americana. Foi uma das batalhas mais importantes da guerra, pois marcou a última grande ofensiva tentada pelas potências do Eixo na frente ocidental. Após essa derrota, as forças nazistas apenas recuariam pelo restante da guerra.

## Contexto

Ilustração do Exército Americano: As "linhas do fronte" no mapa mostram o "inchaço" do bolsão enquanto a ofensiva alemã progredia para o oeste, de 16 a 26 de dezembro de 1944.

Depois de conquistar a Normandia no fim de julho de 1944 e de desembarcar no sul da França em 15 de agosto de 1944, os Aliados avançavam rumo a Alemanha de forma mais rápida que o antecipado. Com as tropas cansadas pelo combate contínuo, a linha de suprimentos dos Aliados estava muito esticada, além de também sofrerem com a falta de materiais. Enquanto a situação dos suprimentos começou a melhorar em outubro, o problema com a falta de pessoal ainda era crítico. O general Eisenhower escolheu a região das Ardenas, protegida pelo 1º Exército, como a área onde ele poderia colocar menos tropas. As Ardenas foi escolhida devido a pouca importância estratégica para os Aliados e a geografia local também favorecia a defesa, além do terreno difícil e da falta de estradas na região.
A velocidade do avanço dos Aliados, associado a falta de um porto de águas profundas, trouxe um grave problema de logística. O uso dos portos da Normandia acabou por exceder a capacidade dos Aliados de abastecer suas tropas. O único porto de águas profundas capturado pelos Aliados ficava em Cherbourg, mas os alemães destruíram e minaram o porto antes de recuar. Levaria meses para eles construírem um porto que tivesse a capacidade de suprir as tropas de forma eficiente. Os Aliados então capturaram o porto da Antuérpia, na Bélgica, em setembro mas o porto só ficou em funcionamento total em 28 de novembro, quando o estuário do rio escalda, que controla o acesso ao porto, estava livre de tropas alemãs. As limitações trouxeram divergências entre Eisenhower e Bernard Montgomery sobre se Montgomery ou o General americano George S. Patton no sul teriam prioridade nos suprimentos.
O Exército alemão continuaria controlando vários portos no Canal da Mancha até maio de 1945. A destruição do sistema ferroviário francês antes do Dia-D conseguiu dificultar a resposta alemã à invasão, mas também prejudicou os Aliados, já que demorou um tempo antes que eles pudessem consertar os danos. Um sistema de comboio chamado de "Red Ball Express" feito em grande parte por afro-americanos, conseguiu levar suprimentos às tropas mas o transporte desta forma consumia mais combustível só para levar gasolina ao fronte do que podiam carregar. Em outubro, os Aliados decidiram suspender os principais avanços na frente europeia.
Os Generais Patton, Montgomery e Omar Bradley, continuaram a pedir prioridade na entrega de suprimentos aos seus exércitos para que eles pudessem continuar seus avanços e permanecer pressionando os alemães. General Eisenhower, contudo, preferia um estratégia com uma ampla frente. Ele então priorizou as forças de Montgomery, que tinha por objetivo capturar a Antuérpia e chegar a área do Vale do Ruhr, o coração industrial da Alemanha. Com a pausa no avanço dos Aliados, o Marechal Gerd von Rundstedt foi capaz de reestruturar as defesas alemães ao longo da fronteira.
Em setembro de 1944, a Operação Market Garden foi lançada. Ela fora comandada pelo Marechal de campo inglês Montgomery e tinha por objetivo tomar de assalto a Holanda e forçar o recuo das tropas alemãs da região até a sua fronteira. A ofensiva, contudo, alcançou apenas uma pequena parte de seus objetivos e os territórios conquistados só pioraram a situação do abastecimento. Em outubro, o 1º Exército Canadense venceu a Batalha do rio Escalda, liberando as margens do rio tomando Walcheren abrindo o caminho até a Antuérpia. Como resultado, ao fim deste mês, a situação dos suprimentos melhorou.
Apesar da calmaria após as batalhas às margens do rio Escalda, a situação para os alemães continuava muito ruim. Apesar das operações continuarem no outono, em especial a operação Lorraine, a batalha de Aachen e a luta na floresta de Hürtgen, a situação na frente oeste melhorou um pouco. Os Aliados Ocidentais já tinham 96 divisões na frente de batalha e outras dez divisões vindo do Reino Unido para o fronte. Além disso, muitos paraquedistas Aliados ainda estavam na Inglaterra. Os alemães tinham algo em torno de 55 divisões prontas para a luta.
Hitler prometeu aos seus generais um total de 18 divisões de infantaria e outras 12 divisões blindadas "para fins de planejamento". O plano era retirar 13 divisões de infantaria, duas de paraquedistas e mais seis divisões de tanques panzer da Oberkommando der Wehrmacht (OKW), as forças de reserva. Na frente oriental, a Operação Bagration lançada pelos soviéticos naquele verão destruiu boa parte do Exército Central Alemão (Heeresgruppe Mitte). A operação só terminou quando as forças do Exército Vermelho avançaram demais alongando muito suas linhas de suprimento. Em novembro, estava claro que as forças soviéticas estavam planejando uma grande operação para o inverno.
Enquanto isso, a ofensiva aérea dos Aliados no começo de 1944 tinha quase acabado com o poderio da Luftwaffe (Força Aérea Alemã), deixando o Exército Alemão com poucas informações e sem apoio aéreo. O inverso também era prejudicial; durante o dia, o movimento das forças alemãs era detectado quase que imediatamente e também havia falta de suprimentos como petróleo, depois que as refinarias na Romênia foram bombardeadas causando uma grave crise de abastecimento de combustível na Alemanha Nazista.
Uma das poucas vantagens das forças alemães em novembro de 1944 foi que eles não tinham mais que defender toda o Oeste Europeu. As linhas no fronte ocidental estavam consideravelmente menores e estavam mais próximas da Alemanha. Com isso a situação de abastecimento dos nazistas ficou melhor apesar do controle dos céus pelos Aliados. Além disso, as linhas telefônicas e de telégrafo diminuíam a necessidade dos rádios para comunicação, diminuindo o efeito dos interceptadores ULTRA.

### Elaborando a ofensiva
O líder alemão Adolf Hitler acreditava que seu exército ainda era capaz de defender a Alemanha se eles achassem um jeito de deter o avanço dos Aliados no Frente Ocidental. Hitler acreditava que podia dividir as forças Aliadas e forçar os americanos e britânicos a assinarem um acordo de paz em separado, sem o consentimento da União Soviética. O sucesso no oeste daria aos alemães tempo para desenvolverem novas armas (como o jato Me 262, novos U-boats e o novo super-tanque Tiger II) e também permitiria a eles concentrar todas as suas forças contra os russos.
Devido a redução do número de soldados à disposição das forças terrestres alemãs, eles acreditavam que apenas um ataque ao Oeste contra uma força Aliada menor traria um resultado positivo ao invés de investir contra o poderoso e vasto exército soviético. Até mesmo com o cerco e a destruição de exércitos soviéticos inteiros, embora isso fosse improvável, ainda assim os russos estariam em vantagem numérica.
Muitos generais e oficiais do exército alemão, incluindo Walter Model e Gerd von Rundstedt, expressaram preocupação se os objetivos de um ataque ao oeste seriam plausíveis. Eles ofereceram planos alternativos mas Hitler se recusava a ouvir. O plano dependia de condições climáticas ruins, que incluíam nuvens pesadas e névoa, o que minimizaria a vantagem dos Aliados do domínio sobre os céus. Hitler planejou o ataque para o começo de novembro, antes da ofensiva de inverno dos russos.

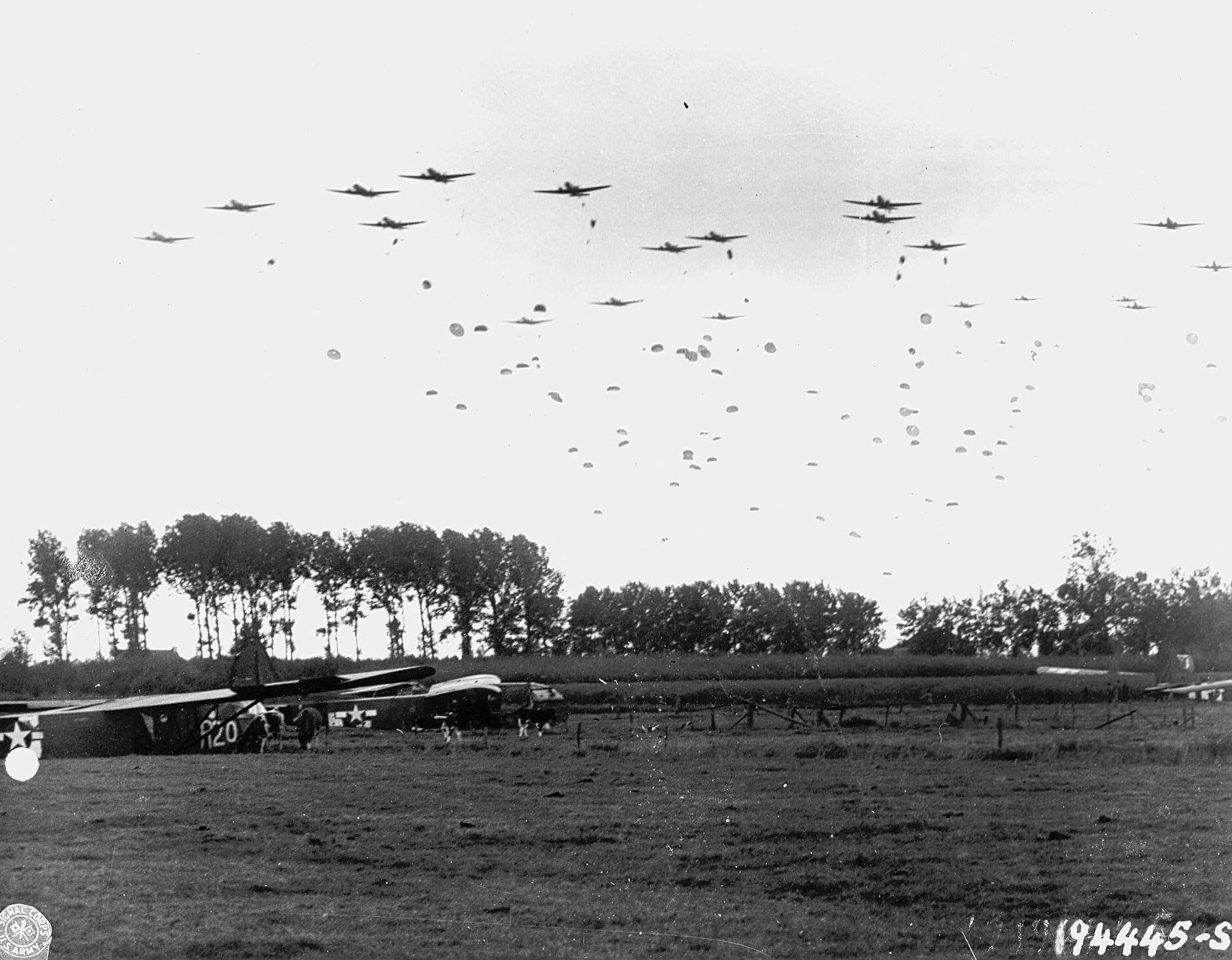
A 82ª Divisão Aerotransportada sendo lançadas durante a Operação Market Garden.

No oeste, problemas com a falta de suprimentos atrasaram as operações dos Aliados, apesar da abertura dos portos da Antuérpia em novembro de 1944 ter melhorado a situação. As posições Aliadas estavam espalhadas desde o sul da França até a Holanda. Os planos alemães para a contraofensiva partia da premissa que um ataque contra as finas linhas inimigas prejudicaria seu avanço no oeste.
Vários planos para grandes ofensivas contra o Ocidente foram formulados, mas o Oberkommando der Wehrmacht (Alto Comando das Forças Armadas, ou OKW) se concentrava em dois. O primeiro plano era uma grande manobra de cerco com duas grandes unidades atacando os flancos das forças norte-americanas em Aachen, esperando isolar o 9º e o 3º Exércitos deixando as tropas alemãs no controle de um excelente terreno para defesa onde eles já haviam enfrentado os americanos no começo daquele ano. O segundo plano era um clássico da blitzkrieg, atacando pelas zonas menos defendidas nas Ardenas, relembrando o sucesso dos militares alemães com esta mesma tática na Batalha da França em 1940, dividindo os exércitos americanos e britânicos e capturando a Antuérpia. Este plano foi chamado de Wacht am Rhein ou "Vigília sobre o Reno"; esse nome também pretendia enganar os Aliados ao fazê-los pensar que os alemães pretendiam assumir uma postura defensiva no fronte ocidental.
O Führer escolheu o segundo plano, acreditando que um cerco teria pouco efeito dada a situação no fronte e achou a ideia de dividir e conquistar os aliados ocidentais mais atraente. A disputa entre Montgomery e Patton era conhecida e Hitler acreditava que ele podia explorar esse desunião. Se o ataque fosse bem sucedido na captura da Antuérpia, quatro grandes exércitos Aliados ficariam presos, cercados e sem munição atrás das linhas alemães e seriam obrigados a capitular, comprometendo assim todo o esforço de guerra dos Aliados na Europa.
Ambos os planos eram centrados em priorizar os ataques nas forças americanas. Hitler acreditava que os americanos seriam incapazes de resistir e que o público americano iria se voltar contra o conflito ao saberem de uma grande derrota no continente europeu.
A tarefa de comandar as operações estavam sob a responsabilidade do Generalfeldmarschall (Marechal de Campo) Walther Model, o comandante do Grupo do Exército B (Heeresgruppe B) e do também Marechal de Campo Gerd von Rundstedt, comandante supremo das forças alemães no ocidente (Oberbefehlshaber West).
Model e von Rundstedt acreditavam que o ataque visando a Antuérpia era muito ambicioso, dada a delicada situação de suprimentos e abastecimento da Alemanha em 1944. Ao mesmo tempo, eles acreditavam que uma postura defensiva (como estava sendo feita desde a Normandia) apenas adiaria a derrota e não a evitaria. Assim eles propuseram um plano alternativo, menos ambicioso que não precisaria cruzar o rio Mosa, com o plano de Model era chamado Unternehmen Herbstnebel (Operação Nevoa de Outono) e o de von Rundstedt era o Fall Martin ("Caso Martin"). Os dois comandantes apresentaram juntos seus planos a Hitler, que os rejeitou imediatamente.

### Planejamento

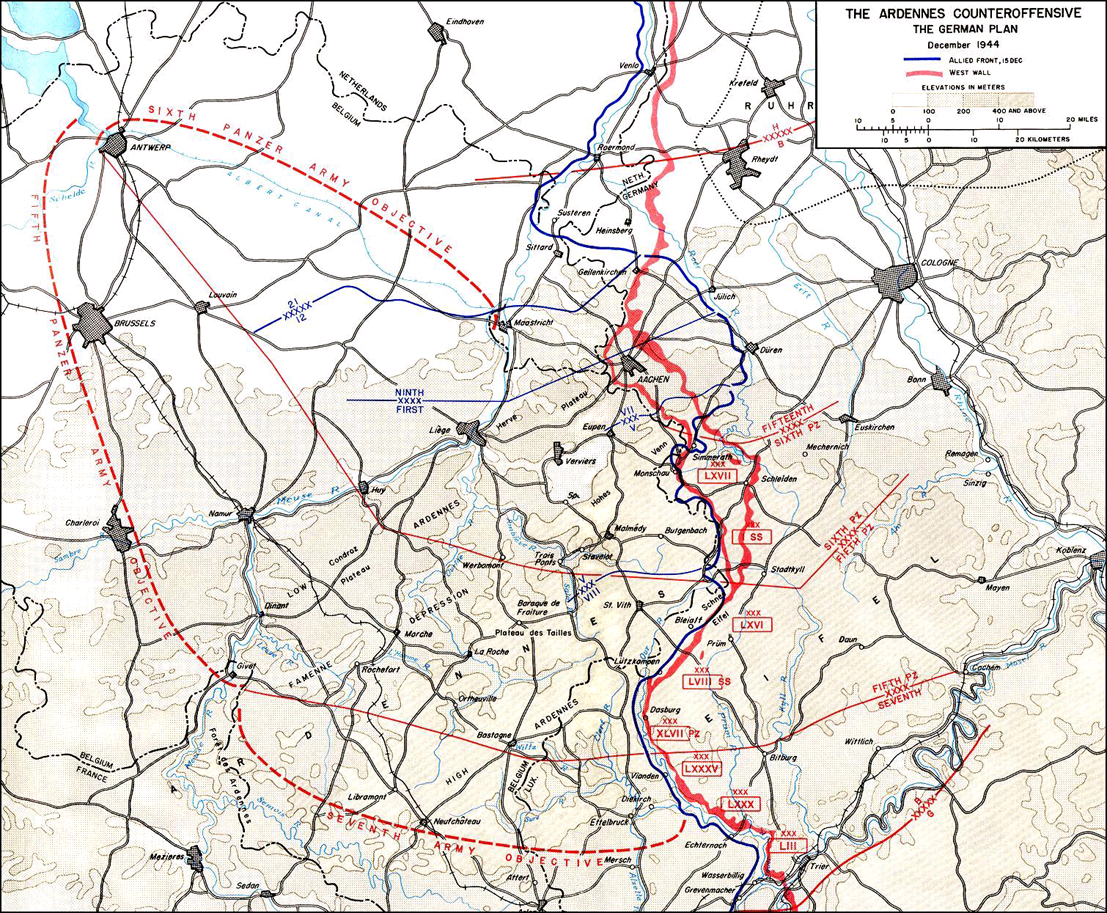
O plano alemão.

O Alto Comando Militar Alemão decidiu que no meio de setembro, por insistência de Hitler, que a ofensiva seria nas Ardenas, como foi feito em 1940. Muitos generais alemães foram contra mas o ataque seria executado de qualquer maneira. Em 1940, as forças alemãs cruzaram as Ardenas em apenas três dias para enfrentar o inimigo mas em 1944 o plano exigia um confronto dentro da floresta. A principal força de ataque cruzaria o rio Mosa pelo oeste, até o noroeste da Antuérpia e de Bruxelas. O terreno apertado das Ardenas traria muitas dificuldades, mas o terreno aberto além do Mosa ofereciam caminho aberto para a costa.
Quatro exércitos foram reunidos para esta operação. O primeiro foi o Sexto Exército Panzer da SS, sob o comando de Sepp Dietrich - criado em 26 de outubro de 1944, incorporando unidades da Waffen-SS da 1ª Divisão Leibstandarte SS assim como elementos da 12ª Divisão Panzer da SS Hitlerjugend. A Sexta Divisão Panzer da SS foi designado para atacar o noroeste. A esta divisão foi dada a responsabilidade de capturar a região chave da Antuérpia.
O 5º Exército Panzer, sob o comando de Hasso von Manteuffel, foi encarregado de capturar Bruxelas.
O 7º Exército, sob comando de Erich Brandenberger, foi designado para atacar a região sul, próximo a cidade de Echternach, em Luxemburgo, protegendo os flancos do ataque. Este exército era composto por apenas quatro divisões de infantaria, sem nenhuma unidade blindada para ser usada como ponta de lança. Como resultado, eles fizeram pouco progresso durante a batalha.
Com um papel secundário, o 15º Exército, sob comando de Gustav-Adolf von Zangen, que havia sido reconstruído depois de pesadas baixas sofridas durante a Operação Market Garden, estava localizado na parte mais ao norte das Ardenas e teve a função de destruir as guarnições americanas na região, com a possibilidade de avançar mais se as condições fossem boas.
Para o sucesso da ofensiva, quatro pontos seriam críticos: o ataque teria de pegar os Aliados completamente de surpresa; as condições climáticas tinham de ser bem adversas para neutralizar a superioridade aérea e os danos que ela poderia causar nas unidades blindadas alemãs e em suas linhas de abastecimentos; o progresso pelo rio Mosa tinha de ser rápido e chegar a meio caminho da Antuérpia em apenas quatro dias; e o suprimento de petróleo dos Aliados tinha de ser capturado para que a Wehrmacht pudesse continuar avançando (havia falta de combustível na Alemanha). Os generais estipularam que só tinham combustível para apenas um-terço do caminho até a Antuérpia se a resistência fosse grande.

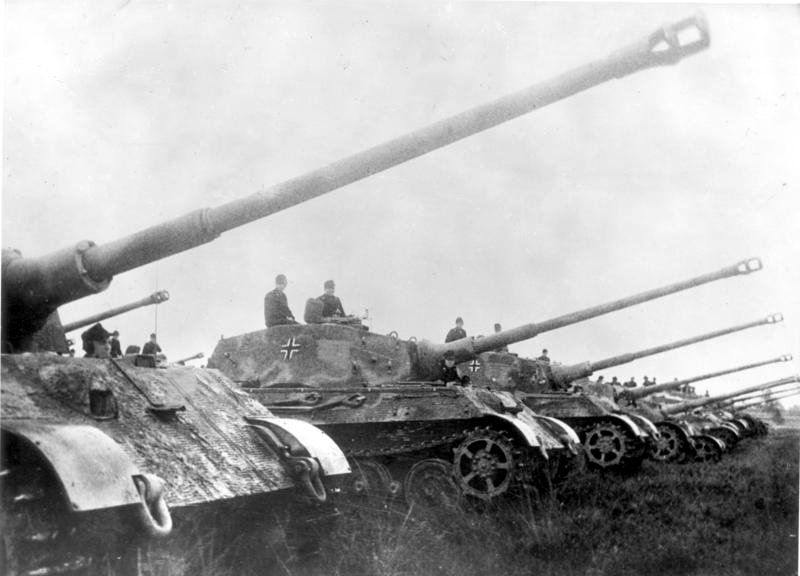
Tanques alemães reunidos para a ofensiva.

O plano originalmente exigia 45 divisões, incluindo doze companhias de panzer e de panzergrenadier (granadeiros) formando a "ponta de lança blindada" com várias unidades de infantaria formando uma linha defensiva na retaguarda. Neste período, contudo, o Exército Alemão sofria com a falta de pessoal e sua força havia sido reduzida para 30 divisões. Apesar de ainda ter muitos blindados, não havia muitas unidades de infantaria devido as necessidades de manter a frente leste guarnecida. Essas 30 divisões eram algumas das últimas divisões da reserva dos exércitos de Hitler. Havia também os Volksgrenadier que eram formados por veteranos de combate e recrutas sem experiência, muito jovens ou muito velhos para lutar. Treinamento, equipamentos e suprimentos foram inadequados durante as preparações. O fornecimento de combustível dos alemães era precário — esses materiais e suprimentos não podiam ser transportados diretamente pelas ferrovias devido aos constantes ataques aéreos Aliados, então boa parte do material necessário tinha de ser transportada por cavalos ou por veículos que dependiam também do combustível que carregavam. Como resultado, a ofensiva foi atrasada de 27 de novembro para 16 de dezembro.
Antes da ofensiva, os Aliados não estavam cientes da movimentação de tropas alemãs na fronteira. Durante a libertação da França, a rede de espiões da resistência francesa havia dado várias informações sobre a disposição das forças alemãs. Quando a guerra chegou a fronteira da Alemanha, essa fonte secou. Na França, ordens eram passadas dentro do Exército Alemão usando mensagens da máquina enigma e essas mensagens podiam ser interceptadas e decifrados pelos Aliados em Bletchley Park através da ULTRA. Na Alemanha, as ordens eram transmitidas via telefone e teletipo. O grande revés para a Wehrmacht foi o atentado de 20 de julho que resultou em mais segurança e menos vazamento de informações. O tempo nebuloso também evitou que os Aliados mandassem aviões de reconhecimento para descobrir onde as tropas alemãs estavam.
Assim, o Alto Comando Aliado considerava as Ardenas um setor calmo, se apoiando nas informações da inteligência que dizia que os alemães não tinham a capacidade de lançar uma ofensiva em larga escala naquele estágio da guerra. O pouco que os Aliados sabiam os levaram a crer que os alemães estavam apenas preparando suas últimas defesas, ao invés de um ataque. Na verdade, por causa dos esforços alemães, os Aliados acreditavam que uma nova força defensiva estava sendo formada em Düsseldorf ao norte do Reno, para se defender de um ataque pelos britânicos. Isso foi feito devido ao aumento das baterias de defesa antiaérea na aérea e da multiplicação intencional de transmissões de rádio locais. Nesta altura os Aliados não levaram essas informações a sério. Tudo isso significava que o ataque, quando acontecesse, seria uma surpresa total. Notavelmente, o chefe de inteligência do Terceiro Exército Americano, o Coronel Oscar Koch, o setor de inteligência do Primeiro Exército e os oficiais da SHAEF previam que os alemães ainda tinham a força e a capacidade de lançar um contra-ataque de grande proporções. Essas advertências, contudo, foram ignoradas.
Por causa das Ardenas ser considerado um setor calmo, o local chegou a ser considerado para campo de treinamento para as novas unidades e também como área de descanso para as tropas veteranas. As forças americanas nas Ardenas eram uma mistura de tropas bem inexperientes e tropas extremamente fatigadas pela luta contínua durante o conflito que estavam lá para descansar.
Duas operações especiais foram preparadas para a ofensiva. Em outubro, foi decidido que Otto Skorzeny, líder do comando alemão que resgatou o ex-ditador italiano Benito Mussolini, lideraria uma força tarefa de soldados alemães fluentes em inglês na Operação Greif. Esses soldados deveriam se vestir com o uniforme das tropas americanas e britânicas e usar dog tags (placas de identificação) tiradas de corpos e de prisioneiros de guerra Aliados. O plano era atravessar as linhas americanas e trocar sinais de estradas, para causar confusão, e tomar posições em pontes no rio Mosa entre as cidades de Liège e Namur. Ao fim de novembro, outra operação especial ambiciosa foi planejada: o Coronel Friedrich August von der Heydte lideraria os Fallschirmjäger (paraquedistas) Kampfgruppe na Operação Stösser, um salto de paraquedas atrás das linhas Aliadas para capturar estradas e cruzamentos estratégicos em Malmedy.
A inteligência alemã havia estipulado para 20 de dezembro a data de início da ofensiva soviética, que tinha por objetivo destruir completamente a resistência alemã no fronte leste e abrir o caminho até Berlim. Era esperado que Stalin atrasasse a ofensiva uma vez que ataque alemão nas Ardenas começasse e esperasse pelo fim dela para decidir o que fazer.
Nos últimos estágios da preparação, Hitler e seu Estado Maior deixaram a Toca do Lobo, o Quartel-General nazista na Prússia Oriental, no qual eles coordenavam a guerra no fronte leste. Depois de uma visita rápida a Berlim, em 11 de dezembro, eles foram até o Ninho da Águia, que era o QG de Hitler perto de Bad Nauheim no sudeste da Alemanha, o local onde ele comandou as campanhas bem sucedidas em 1940 contra a França e os Países Baixos. Em uma conversa pessoal em 13 de dezembro com Friedrich von der Heydte, que estava no comando da Operação Stösser, o Generalfeldmarschall Walther Model deu a operação menos de 10% de chances de sucesso. Model disse também que aquela campanha era necessária. "Temos que seguir em frente porque esta pode ser a última chance de reverter o quadro da guerra".

## Inicio do ataque alemão

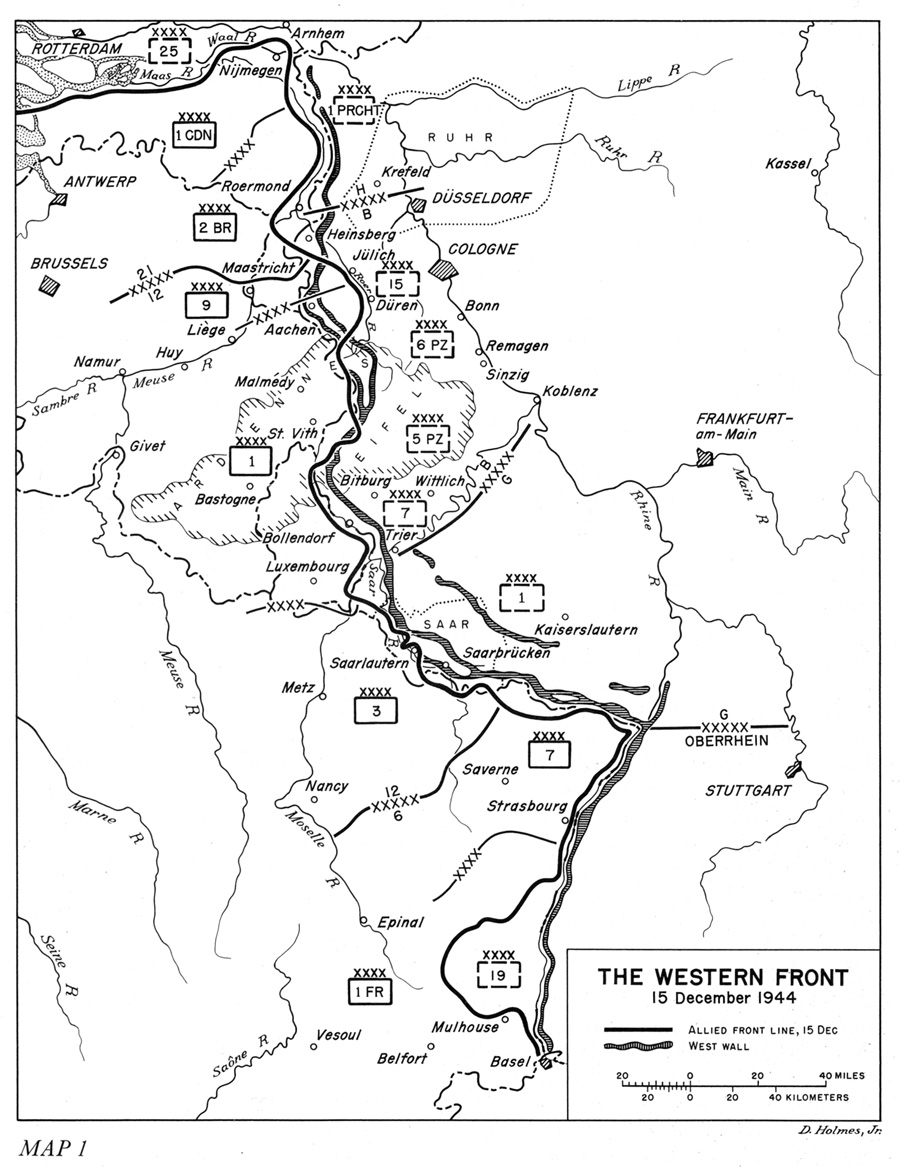
Situação no Fronte Ocidental em 15 de novembro de 1944

Em 16 de dezembro de 1944, as 5h30 da manhã, os alemães começaram um maciço ataque com uma barragem de artilharia de 90 minutos de duração com 1 600 tiros em uma área de 80 milhas (130 km) onde as tropas Aliadas enfrentariam o Sexto Exército Panzer da SS. A impressão inicial dos americanos era a esperada, um contra-ataque localizado como resultado da ofensiva dos Aliados ao setor de Wahlerscheid ao norte onde a 2ª Divisão havia avançado fundo além da linha Siegfried. No norte, o Sexto Exército Panzer da SS de Dietrich atacou Losheim e Elsenborn Ridge com o objetivo de chegar até Liège.
A forte nevasca inutilizou algumas áreas das Ardenas. Apesar do mau tempo ter mantido os aviões Aliados no solo, ele também trouxe problemas para os alemães devido as más condições das estradas. Os engarrafamentos de veículos nas ruas pequenas e a falta de combustível atrasou o avanço inicial.
No centro, o 5º Exército Panzer de von Manteuffel atacou as cidades de Bastogne e St. Vith, ambos cheios de cruzamentos das principais estradas com grande valor estratégico. No sul, o 7º Exército de Brandenberger avançou até Luxemburgo para proteger os flancos da invasão. Apenas um mês antes, 250 membros da Waffen-SS haviam falhado em tentar recapturar a cidade de Vianden.

## Ofensiva no norte
A batalha de Elsenborn Ridge foi um momento decisivo da batalha nas Ardenas, onde algumas das melhores unidades blindadas alemãs foram detidas em um longo e sangrento embate. O ataque foi liderado por uma das mais bem equipadas divisões alemães no fronte ocidental, a 1ª Divisão Panzer da SS (LSSAH). Esta divisão abriu caminho para o 6º Exército Panzer. O SS Obersturmbannführer Joachim Peiper, que liderou o Kampfgruppe Peiper com seus 4 800 homens e 600 veículos, recebeu a missão de liderar o ataque.

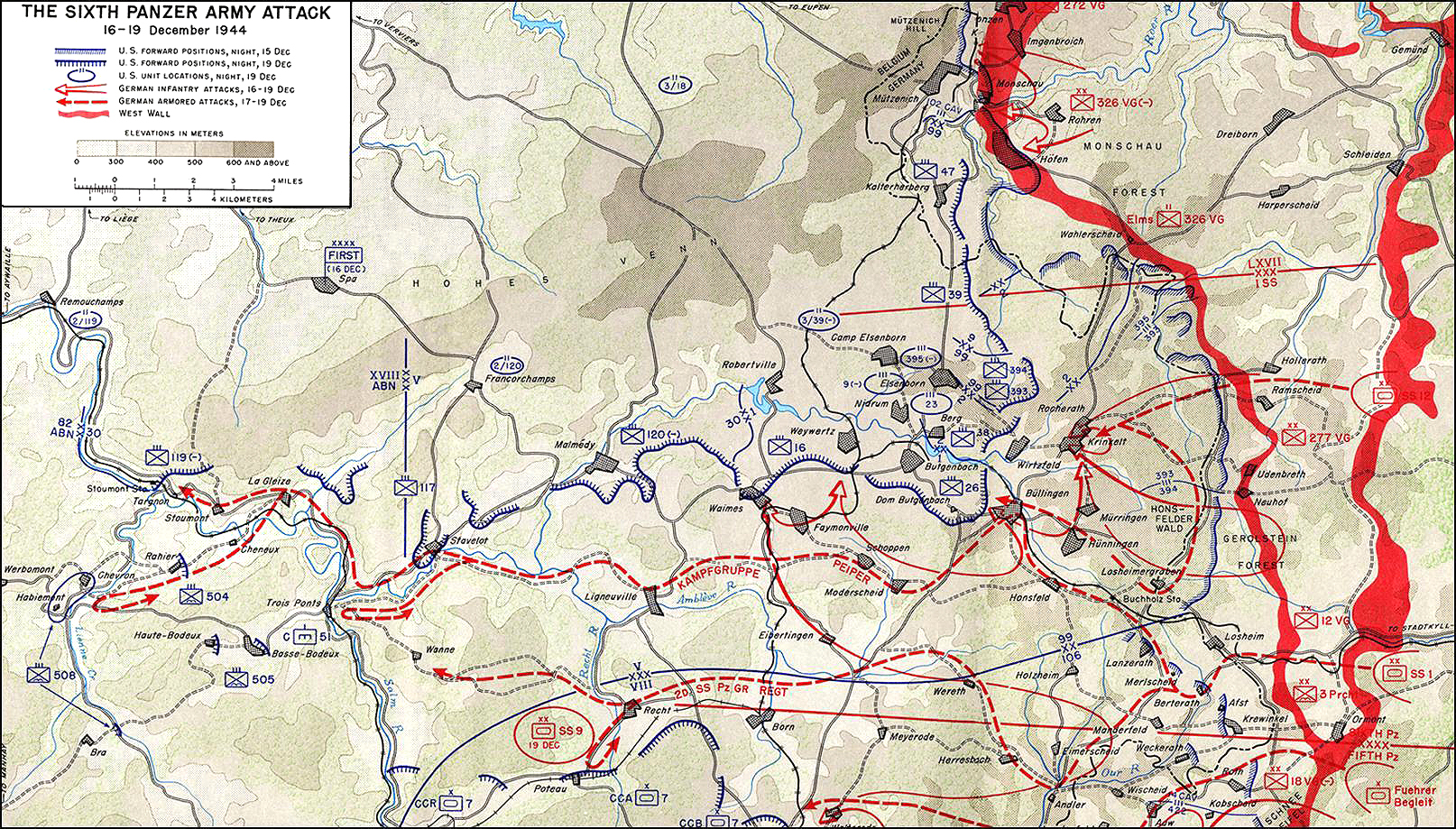
Sepp Dietrich liderou o Sexto Exército Panzer da SS no ataque ao norte.

Os ataques da infantaria do 6º Exército Panzer da SS mal conseguiram passar pela resistência da 2ª e da 99ª Divisões da infantaria americana. No primeiro dia, um batalhão alemão inteiro com 500 homens foi segurado por 10 horas no vilarejo de Lanzerath, onde estava uma rota crucial para Losheim Gap. Para preservar a quantidade de veículos blindados, a infantaria do 9º Regimento da 3ª Divisão Fallschirmjaeger, foi ordenada a liberar a vila primeiro. Um pequeno pelotão de 18 militares americanos do grupamento de inteligência junto com quatro controladores aéreos segurou os 500 paraquedistas alemães até o pôr-do-sol causando 92 baixas ao inimigo.
Isso criou um gargalo no avanço alemão. Kampfgruppe Peiper, sob comando do SS Oberstgruppenführer Sepp Dietrich a frente do Sexto Exército Panzer recebeu a missão de tomar as estradas de Losheim-Losheimergraben, mas acabou não indo muito longe quando dois viadutos entraram em colapso. Peiper não começou seu avanço até as 4h00, mais de 16 horas atrasado em seu cronograma.

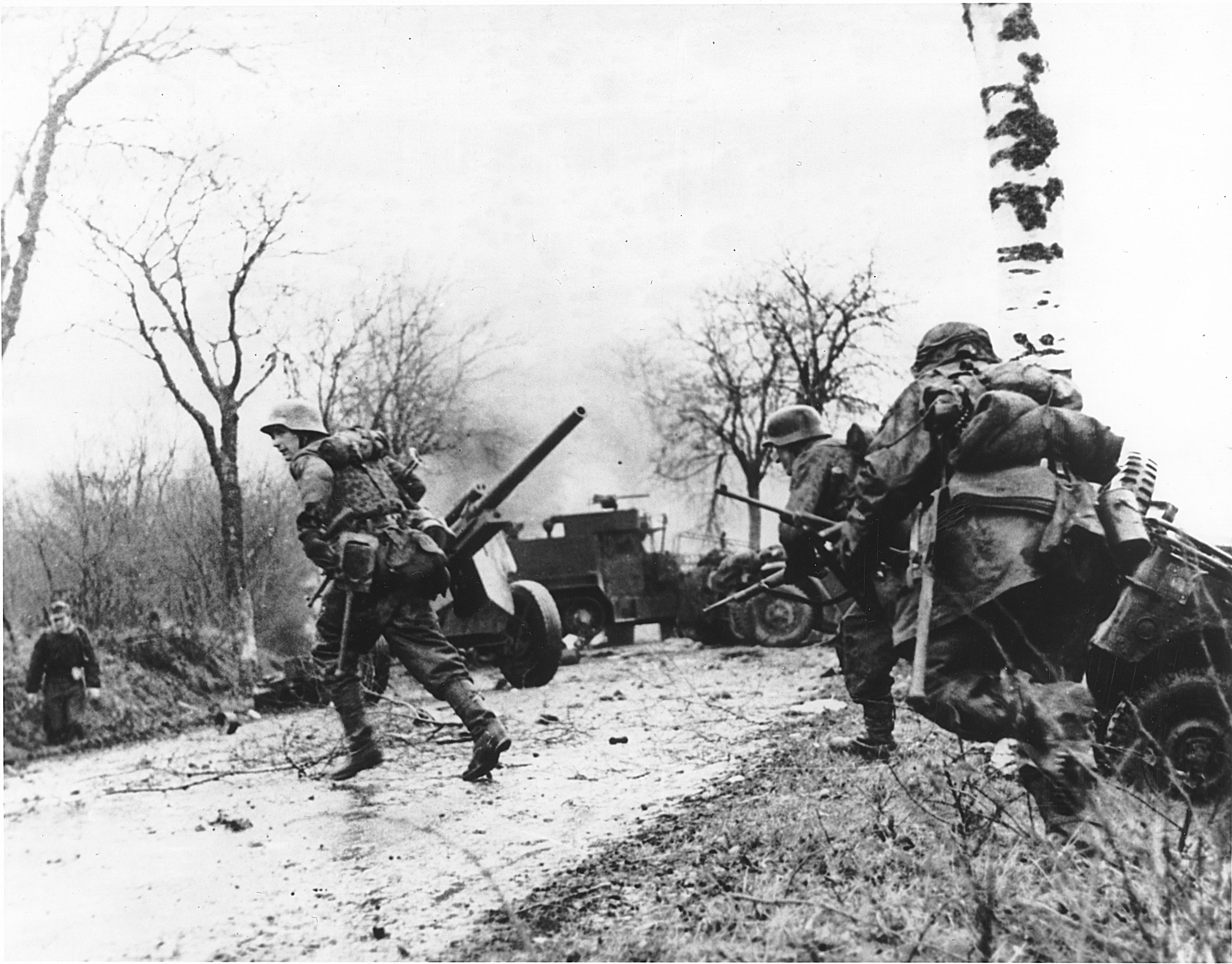
Tropas alemãs avançando pela Bélgica, dezembro de 1944.

Kampfgruppe Peiper chegou a estação Bucholz na manhã de 17 de dezembro e capturou várias unidades do 3º Batalhão do 394º Regimento de Infantaria americana. Depois eles capturaram várias estações de suprimentos de combustíveis americanos em Büllingen, onde pararam para reabastecer. Ao norte, a 277ª Divisão Volksgrenadier tentou quebrar as linhas da 2ª e da 99ª Divisão de Infantaria americana. A 12ª Divisão Panzer da SS, reforçada por outras divisões (Panzergrenadier e Volksgrenadier), pegou o cruzamento da Losheimergraben ao norte de Lanzerath e atacou as vilas de Rocherath e Krinkelt.
O objetivo era controlar as vilas irmãs de Rocherath-Krinkelt que abriria o caminho para Elsenborn ridge. A ocupação deste terreno permitiria aos alemães controlar as estradas ao sul e a oeste para os blindados de Kampfgruppe Peiper. A feroz resistência americana impediu os alemães de se apossarem dos suprimentos de Liège e Spa, Bélgica, e as estradas em Elsenborn Ridge que levavam ao rio Mosa. Contudo, depois de dez dias de intensa batalha, os alemães expulsaram os americanos das cidades, mas não conseguiram tomar Elsenborn Ridge, onde elementos do V Corpo do 1º Exército Americano impediram o avanço alemão para o oeste.
A 99ª Divisão de Infantaria, superada em 5 para 1, infligiram perdas ao inimigo na taxa de 8 para 1. A divisão perdeu 20% de seus homens, incluindo 465 mortos e 2 524 feridos. As perdas alemães foram muito maiores. No setor oposto, foram mais 4 000 mortos e uns 60 tanques e armas pesadas destruídas. O historiador John S.D. Eisenhower escreveu: "... a ação da 2ª e da 99ª Divisão seria a campanha decisiva da batalha das Ardenas."

### Kampfgruppe Peiper avança para o oeste
Ao sul e leste de Elsenborn, Kampfgruppe Peiper entrou em Honsfield, onde eles encontraram os confusos homens da 99ª Divisão. Muitos morreram, vários veículos e blindados americanos foram destruídos e muitos soldados foram feitos prisioneiros. Peiper capturou a cidade e se apossou de 50 mil galões de combustíveis. Peiper avançou para Büllingen e continuou avançando para o leste, sem perceber que podia usar a cidade tomada para flanquear os americanos e destruir toda uma Divisão americana. Peiper se voltou para o sul de Hünningen, escolhendo uma rota rápida para Rollbahn D.

### O massacre de Malmedy

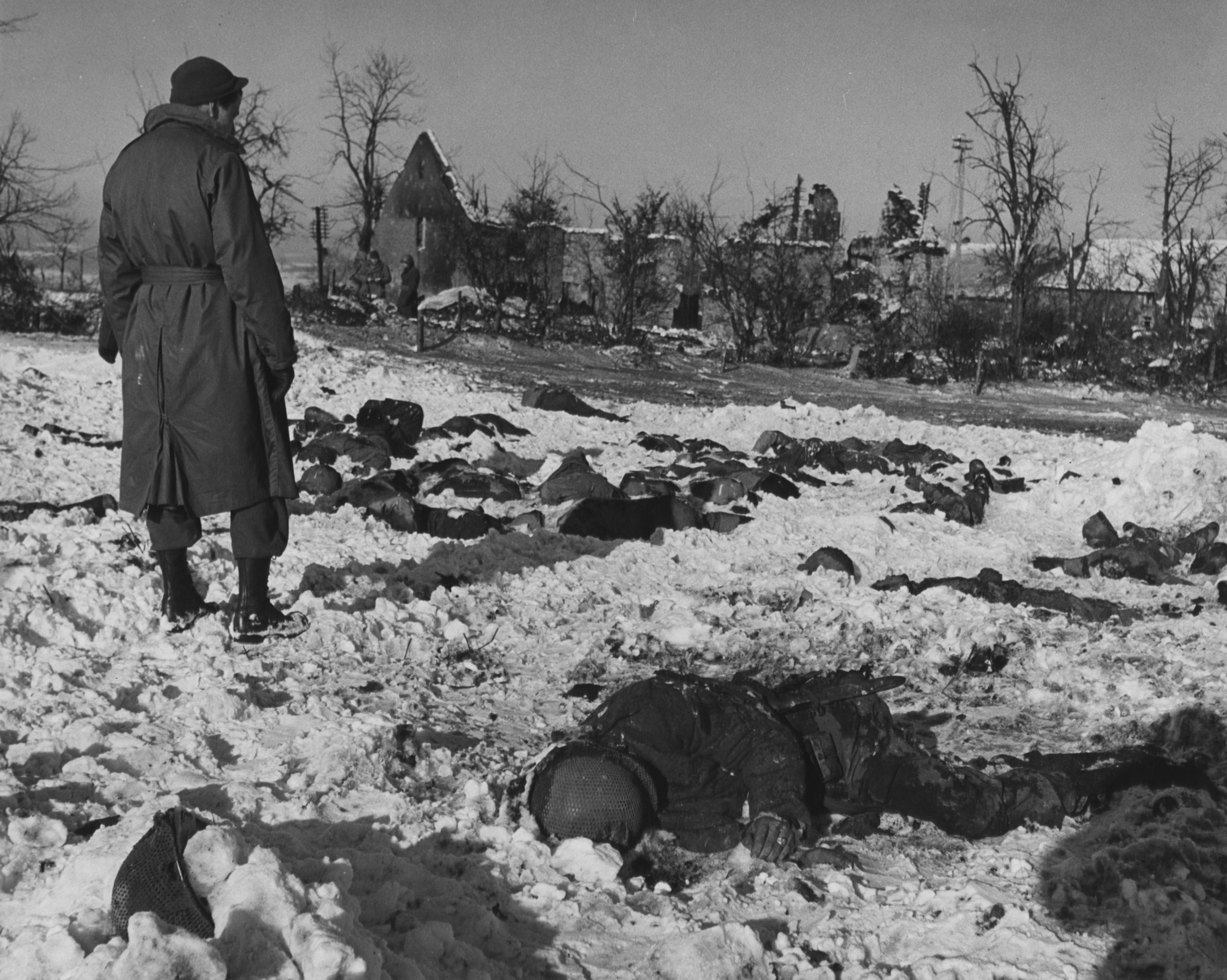
Foto do Massacre de Malmedy.

Às 12h30 em 17 de dezembro, o Kampfgruppe Peiper estava próxima a aldeia de Baugnez, a meio caminho da cidade de Malmedy e Ligneuville, quando encontraram elementos da 285º Batalhão de Observação de Artilharia e da 7ª Divisão blindada americana. Depois de uma curta batalha, os americanos, mal armados, se renderam. Eles foram desarmados junto com outros americanos capturados (aproximadamente 150 homens) e foram enviados a um campo com pouca guarda. Depois de 15 minutos que Peiper avançou, um grupo de soldados da SS sob o comando do Sturmbannführer Werner Pötschke chegou. A partir dai, as histórias do massacre variam, mas acredita-se que 84 prisioneiros de guerra foram assassinados. Poucos sobreviveram e a noticia da morte dos prisioneiros correram pelas linhas Aliadas. Depois do fim da guerra, soldados e oficiais da Kampfgruppe Peiper, incluindo Joachim Peiper e o general da SS Sepp Dietrich, foram levados a julgamento pelo massacre de Malmedy.

### Avanço alemão à leste

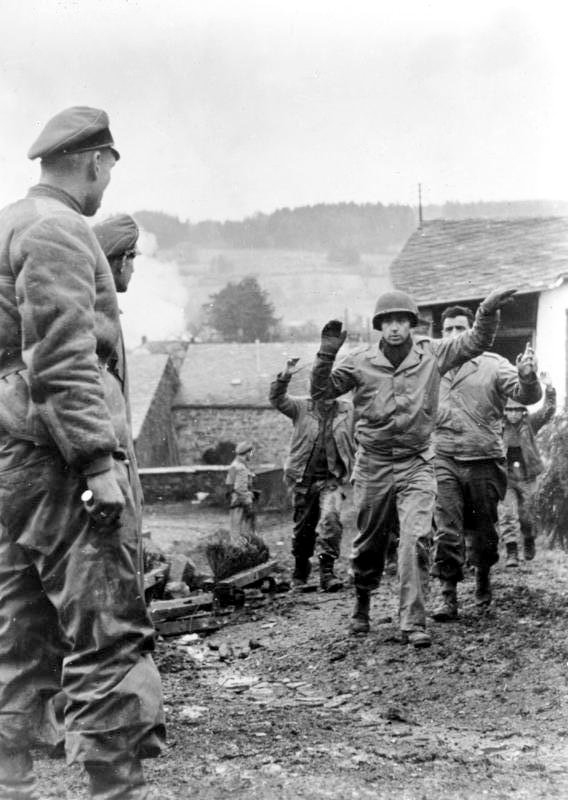
Soldados americanos feitos prisioneiros em Stoumont, Bélgica, em 19 de dezembro de 1944.

A luta continuou e ao anoitecer, a ponta de lança avançou para enfrentar a 99ª Divisão de Infantaria e Kampfgruppe Peiper chegou em Stavelot. Peiper já estava com o cronograma atrasado, porque demorou 36 horas para avançar de Eifel até Stavelot; o mesmo avanço tinha levado apenas nove horas em 1940. Enquanto os americanos recuavam, eles explodiram as pontes e esvaziaram os depósitos de gasolina, atrasando os alemães e negando a eles acesso ao combustível.
Kampfgruppe Peiper atacou Stavelot em 18 de dezembro, mas não conseguiu capturar a cidade antes que os americanos esvaziassem os depósitos de combustível. Três tanques tentaram cruzar a ponte, mas o primeiro veículo foi danificado por uma mina terrestre. Depois, seis granadeiros avançaram mas foram parados pelo fogo das armas americanas. No dia seguinte, houve uma pesada luta entre tanques, e os alemães entraram no vilarejo depois que os norte-americanos não conseguiram explodir uma das pontes.
Capitalizando seu sucesso e não querendo desperdiçar mais tempo, Peiper correu para capturar uma ponte na cidade de Trois-Ponts, mas deixou boa parte de seu exército em Stavelot. Quando eles chegaram lá às 11h30 em 18 de dezembro, os americanos detonaram a ponte. Peiper foi então para as vilas de La Gleize e Cheneaux. Em Cheneaux, o grupo principal foi atacado por caças da Força Aérea americana, destruindo dois tanques e cinco blindados leves, bloqueando a passagem na rua. O grupo voltou a se delocar às 16h00 e voltaram a rota original às 18h00. Duas pontes restavam entre a Kampfgruppe Peiper e o rio Mosa. A ponte em Lienne foi destruída pelos americanos quando os alemães se aproximaram. Peiper voltou-se para o norte e firmou posições nas florestas de La Gleize e Stoumont. Os alemães descobriram que Stoumont estava fortemente defendida e que os americanos traziam mais reforços para a região.
Ao sul de Peiper, o avanço de Kampfgruppe Hansen foi detido. O SS Oberführer Mohnke ordenou que Schnellgruppe Knittel, que havia sido designado para seguir Hansen, avançasse para ajudar Peiper. SS Sturmbannführer Knittel cruzou a ponte em Stavelot às 19h00 contra as forças americanas que tentavam retomar a cidade. Knittel pressionou até La Gleize mas logo depois os americanos re-capturaram Stavelot. Peiper e Knittel agora estavam a beira de serem isolados.

### O ataque alemão é interrompido

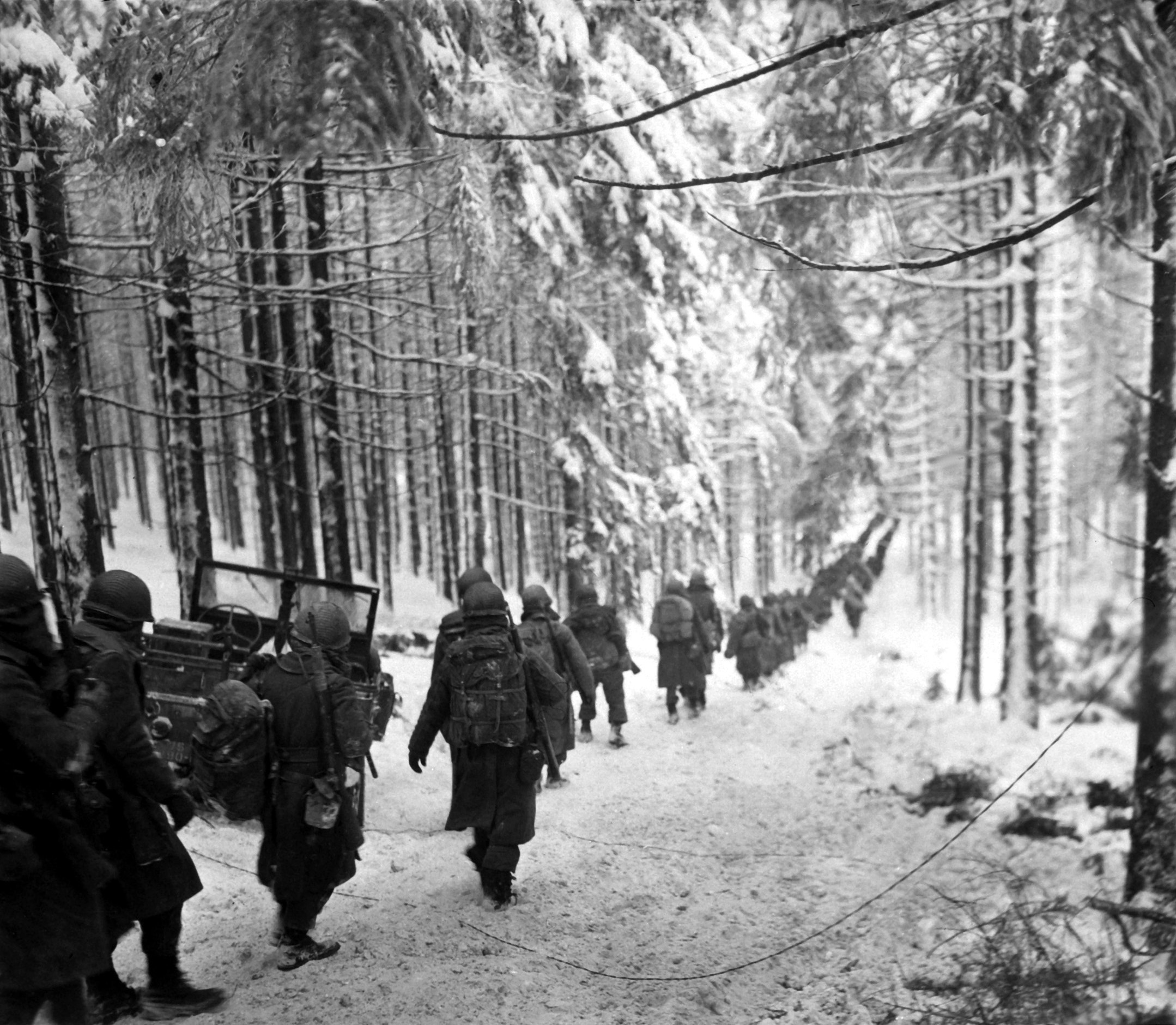
Tropas americanas do 289º Regimento de Infantaria marcham para Saint Vith-Houffalize na Bélgica em 24 de janeiro de 1945.

No amanhecer do dia 19 de dezembro, Peiper surpreendeu os defensores americanos em Stoumont e enviou soldados do 2º Regimento de Infantaria de Panzergrenadier da SS e uma companhia de Fallschirmjägers que se infiltraram nas linhas norte-americanas. Logo seguiu-se um ataque com os Panzers (tanques), conquistando a parte oriental da cidade. Um batalhão de blindados americanos chegou e depois de duas horas de combates entre tanques, Peiper capturou Stoumont às 10h30. Knittel se juntou a Peiper e relatou que os americanos haviam capturado Stavelot a leste. Peiper ordenou que Knittel reconquistasse Stavelot. Avaliando sua situação, seu Kampfgruppe não tinha combustível suficiente para cruzar as pontes ao oeste de Stoumont e continuar avançando. Ele manteve sua posição a oeste de Stoumont por um tempo, até o anoitecer de 19 de dezembro, até que ele recuou até o outro lado da cidade. Na mesma noite, a 82ª Divisão Aerotransportada americana sob o comando do Major-general James Gavin chegou e se lançou contra La Gleize e se intrepôs nos planos de Peiper. Os esforços dos alemães para ajudar Peiper foram mal sucedidos. Kampfgruppe Hansen ainda lutava contra as más condições das estradas e contra a resistência americana no sul. Schnellgruppe Knittel foi obrigado a sair de Stavelot. Kampfgruppe Sandig, que recebeu ordens para capturar Stavelot, lançou mais um ataque mal sucedido. O Sexto Exército Panzer do SS-Oberstgruppenführer Sepp Dietrich ordenou Hermann Prieß, comandante da 1ª SS-Panzerkorps Leibstandarte, para reforçar e ajudar o Kampfgruppe de Peiper, mas Prieß não conseguiu avançar.
Pequenas unidades do 2º Batalhão americano do 119º Regimento atacaram as dispersas unidades de Kampfgruppe Peiper durante a manhã de 21 de dezembro, mas eles tiveram de recuar e um bom número de seus soldados foram feitos prisioneiros, incluindo o comandante Major Hal McCown. Peiper soube que os reforços alemães estavam em La Gleize e recuou para o leste, deixando americanos e alemães feridos no Castelo de Froidcourt. Tentando recuar para Cheneux, paraquedistas americanos da 82ª Divisão lutaram um feroz combate casa-a-casa com os alemães. Os norte-americanos atacaram Kampfgruppe Peiper em 22 de dezembro e apesar de não terem muita comida ou combustível, os alemães continuaram a lutar. Uma missão de reabastecimento feito pela Luftwaffe acabou muito mal quando o SS-Brigadeführer Wilhelm Mohnke disse que as coordenadas de Peiper estavam erradas, jogando os suprimentos aos americanos em Stoumont.
Em La Gleize, Peiper firmou posições defensivas esperando por reforços. Quando mais tropas alemãs chegaram para dar apoio, elas não conseguiram penetrar nas linhas Aliadas e em 23 de dezembro, Peiper decidiu recuar até a fronteira alemã. Os homens de sua Kampfgruppe foram forçados a deixar para trás seus equipamentos e veículos, mas a maioria da unidade conseguiu escapar.

### Operação Stösser
A Operação Stösser foi um lançamento de paraquedistas alemães na retaguarda norte-americana na área de Hohes Venn. O objetivo era capturar os cruzamento das estradas em "Baraque Michel". Esse ataque foi liberado por Oberst Friedrich August Freiherr von der Heydte, herói do trágico ataque a ilha grega de Creta.
Este foi o único ataque paraquedista noturno da Segunda Guerra, e foi feito por alemães. Antes do ataque, von der Heydte recebeu oito noites para se preparar. Ele foi proibido de usar seu próprio regimento já que esta movimentação poderia alertar os Aliados. Ao invés disso, ele recebeu um Kampfgruppe de 800 homens. O grupamento II. Fallschirmkorps contribuiu com 100 homens de cada um dos seus regimentos. Ao invés de contribuir com seus melhores homens, os regimentos enviaram soldados "desajustados" e problemáticos. Em lealdade ao seu comandante, 150 homens da unidade de von der Hydte, da 6ª Divisão Paraquedista, ignoraram as ordens e se juntaram a ele. Esses soldados não conseguiram treinar direito juntos.
O salto foi um fracasso completo. Von der Heydte terminou com 300 soldados. Com uma força pequena e fraca para enfrentar os Aliados, eles abandonaram os planos de tomar as estradas e transformaram a missão em um reconhecimento de território. Com pouca munição, eles recuaram em direção a Alemanha e atacaram a retaguarda das linhas americanas. Apenas uns 100 voltaram às linhas alemãs.

### Wereth 11
Um outro massacre bem menor aconteceu em Wereth, Bélgica, a aproximadamente 915 metros de Saint-Vith, em 17 de dezembro de 1944. Onze soldados negros, que se renderam, foram torturados e então mortos por homens da 1ª Divisão Panzer da SS, sob comando de Kampfgruppe Hansen. Os assassinos nunca foram punidos pelo crime e pesquisas recentes indicam que homens da terceira companhia do batalhão de reconhecimento como responsáveis pelos crimes.

## Ataque ao centro

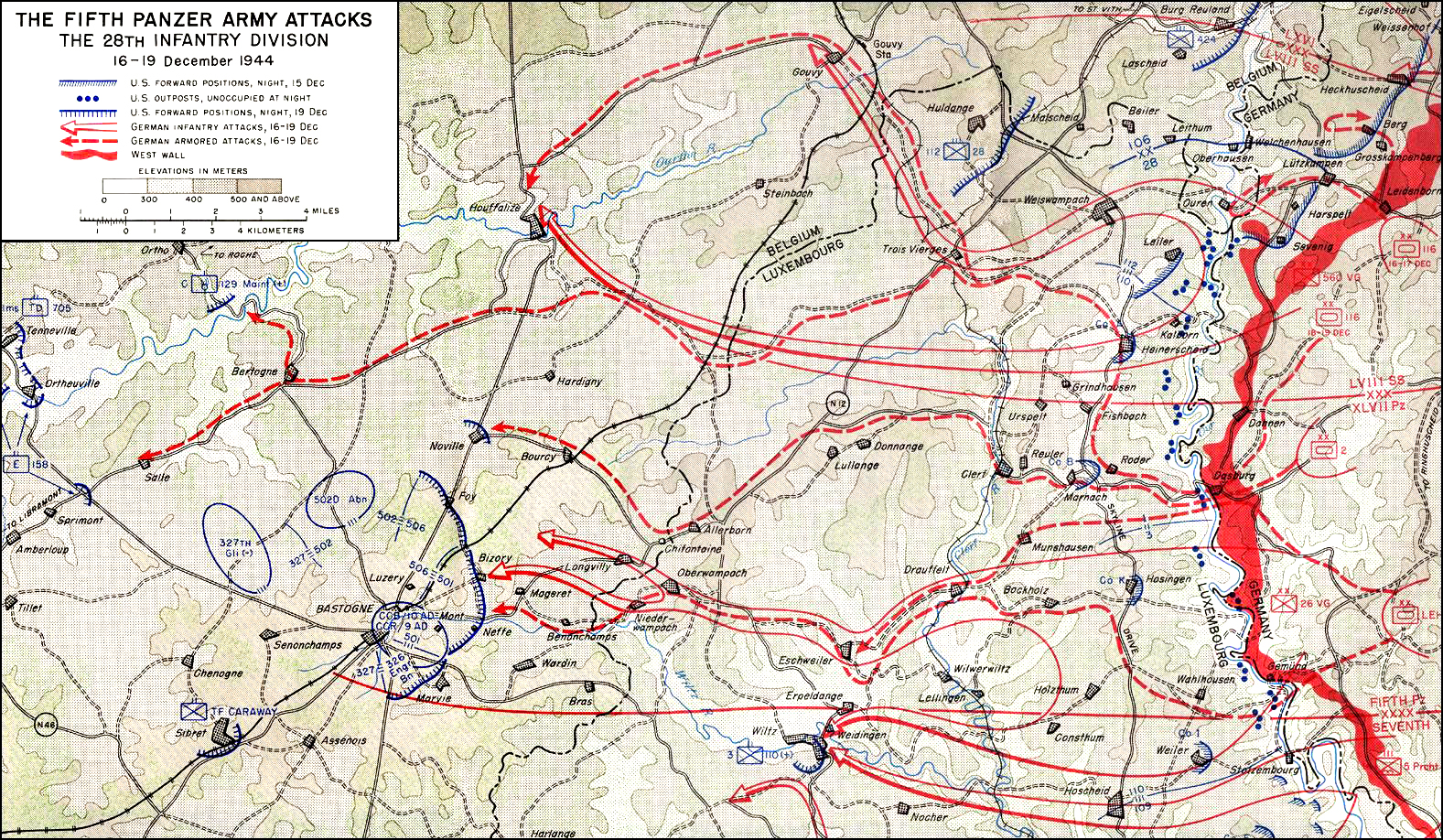
Hasso von Manteuffel liderou o 5º Exército Panzer na investida contra o meio das linhas Aliadas.

Os alemães avançaram melhor no centro (32 km do setor Schnee Eifel) enquanto o 5º Exército Panzer atacava as posições defendidas pela 28ª e a 106ª Divisões de Infantaria americana. Os alemães não tinham a força esmagadora que eles dispunham no norte mas ainda possuíam muitas tropas e materiais na região que lhes davam uma leve superioridade sobre os Aliados na área. Assim, eles conseguiram cercar dois regimentos (422º e 423º) da 106ª Divisão Aliada em um clássico movimento de pinça forçando a redição daquelas tropas, um tributo as táticas avançadas de Manteuffel. Um historiador americano disse: "Perdemos pelo menos 7 mil homens aqui. A perda de armas e equipamentos, é claro, também foi muito alta. A batalha de Schnee Eifel, foi então o grande revés dos americanos durante as operações de 1944–45 na Europa."

### Batalha de St. Vith
No centro, na cidade de St. Vith, uma estrada vital, representava o principal desafio para as forças de von Manteuffel e Dietrich. Os defensores, liderados pela 7ª Divisão Blindada e o que sobrou da 106ª Divisão de Infantaria americana, com elementos da 9ª Divisão Blindada e da 28ª Divisão de Infantaria norte-americana, sob o comando do General Bruce C. Clarke, resistiu com grande eficiência ao ataque alemão, atrasando seu avanço. Sob ordens de Montgomery, as forças Aliadas recuaram de St. Vith em 21 de dezembro; as tropas americanas recuaram para melhor se posicionar na retaguarda, forçando um perímetro quase impenetrável. Em 23 de dezembro, os alemães destruíram os flancos do inimigo e a posição dos defensores ficou insustentável, forçando as forças americanas a recuar para o rio Salm. Os alemães capturaram oficialmente St. Vith às 18h00 de 17 de dezembro, atrasando ainda mais seu cronograma.

### As pontes do Rio Mosa

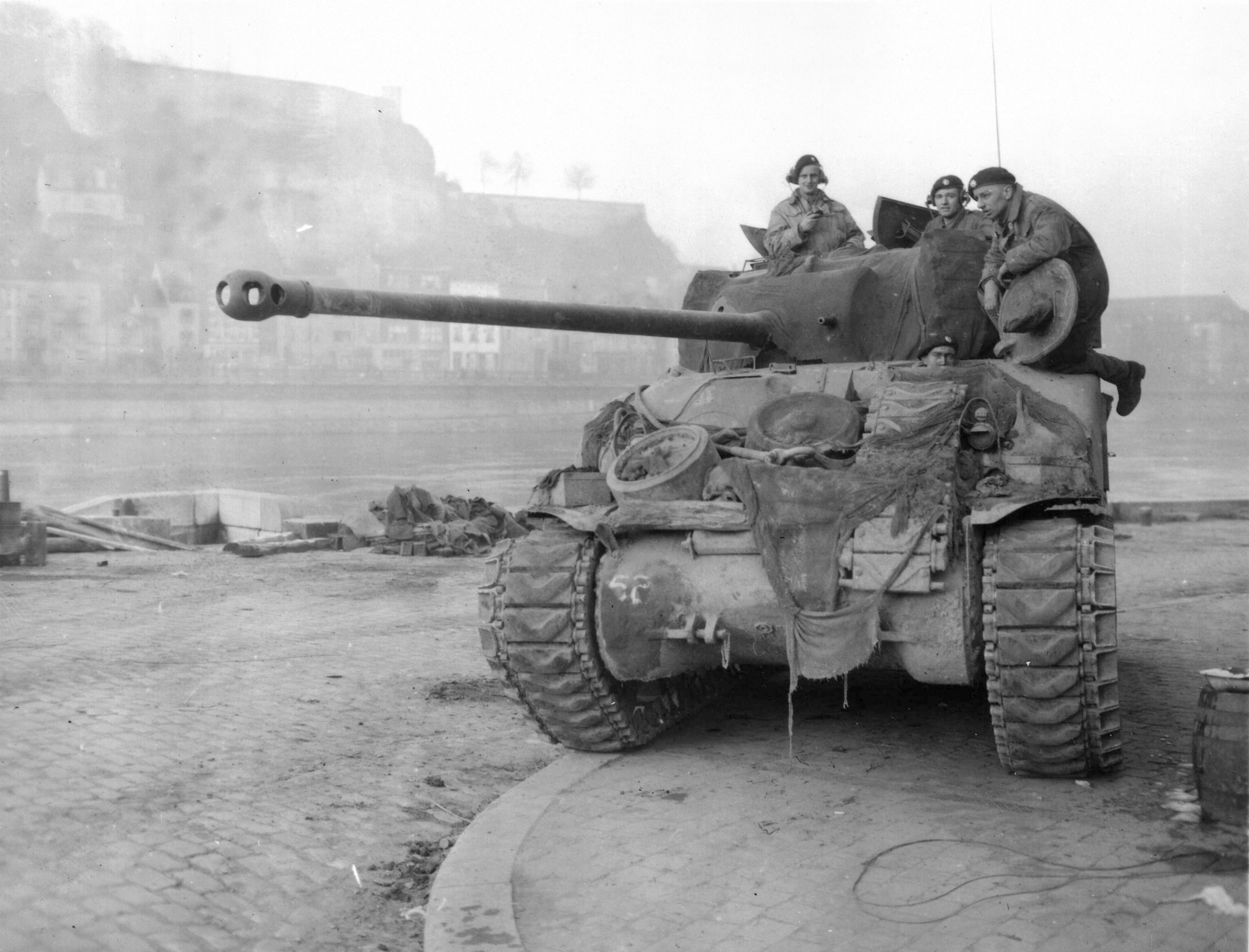
Um tanque britânico Sherman "Firefly" em Namur no rio Mosa, em dezembro de 1944

Para proteger as pontes no Rio Mosa em Givet, Dinant e Namur, Montgomery ordenou que as poucas unidades disponíveis firmassem posição nas margens do rio em 19 de dezembro. A 29ª Brigada de blindados britânicos, que estava se re-equipando, foi enviada às pressas para a área. O XXX Corpo britâncio na Holanda foi para a região em 20 de dezembro.
O avanço alemão a oeste foi feito pela 2ª Divisão Panzer do 5º Exército, ficando a menos de 16 km do rio Mosa (Meuse) em 24 de dezembro.

### Operações Greif e Währung
Para a Operação Greif, Otto Skorzeny conseguiu infiltrar um pequeno grupo de alemães disfarçados fluentes em inglês atrás das linhas Aliadas. Apesar deles terem falhado em conquistar pontes importantes sobre o Mosa, o grupo causou confusão e rumores de espiões nazistas começaram a circular.
Pontos de checagem (checkpoints) foram instalados na retaguarda Aliada, atrasando o movimento das tropas. Policiais militares interrogavam os soldados com coisas que norte-americanos nativos deveriam saber, como a identidade da namorada do Mickey Mouse, placares de jogos de beisebol e capitais de estados norte-americanos — apesar de algumas tropas não souberam ou não lembravam das respostas em algumas ocasiões.
O aperto na segurança dificultou as coisas aos agentes alemães infiltrados e muitos foram presos. Mesmo capturados, eles continuavam a espalhar desinformação; quando perguntados sobre sua missão, alguns falaram que seus objetivos era ir a Paris e matar ou capturar o General Eisenhower. A segurança ao redor do general aumentou e ele foi confinado em seu Quartel General. Como estes prisioneiros foram capturados em uniformes americanos, eles foram sumariamente executados por um pelotão de fuzilamento. Isso era padrão de todos os exércitos que lutavam naquela guerra, apesar de execuções sumárias de prisioneiros ser estreitamente proibida pela Convenção de Genebra. Skorzeny teria dito que essas operações estavam dentro das regras da guerra desde que o soldado usasse o uniforme de seu país quando abrisse fogo com suas armas. Skorzeny estava ciente do que aconteceria a eles se fossem pegos e muitos usavam uniformes alemães debaixo do disfarce em caso fossem capturados. Skorzeny foi levado a julgamento por um tribunal americano em 1947, mas foi absolvido e se mudou para a Espanha e depois para a América do Sul.
Na Operação Währung, um pequeno grupo de agentes alemães infiltraram as linhas Aliadas usando uniformes americanos. O objetivo era subornar, matar ou sequestrar seguranças de portos e estradas. Essa operação foi um completo fracasso.

## Ataque ao sul

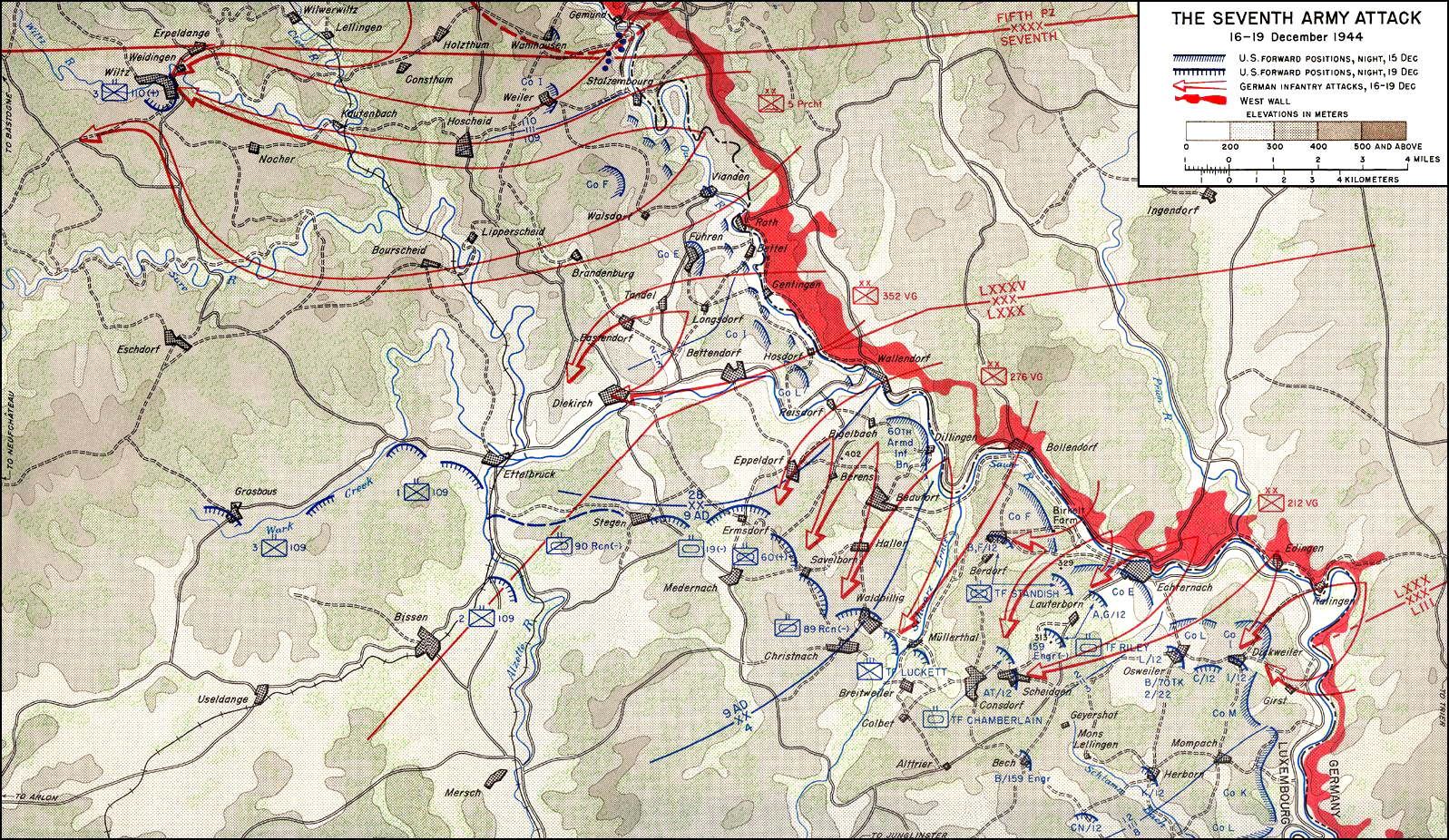
Erich Brandenberger liderou o avanço do 7º Exército Alemão nos ataques ao sul.

Ao sul da frente de Manteuffel, o ataque principal foi ao longo do rio Our, pressionando as Forças Aliadas em St. Vith e Bastogne. A 28ª Divisão de Infantaria americana era a mais experiente e deu mais trabalho aos alemães que a inexperiente 106ª Divisão. A 112º Regimento de Infantaria americana manteve a linha ao longo do Our, mantendo as tropas alemãs longe das pontes do rio Our aos arredores de Ouren por dois dias antes de recuar.

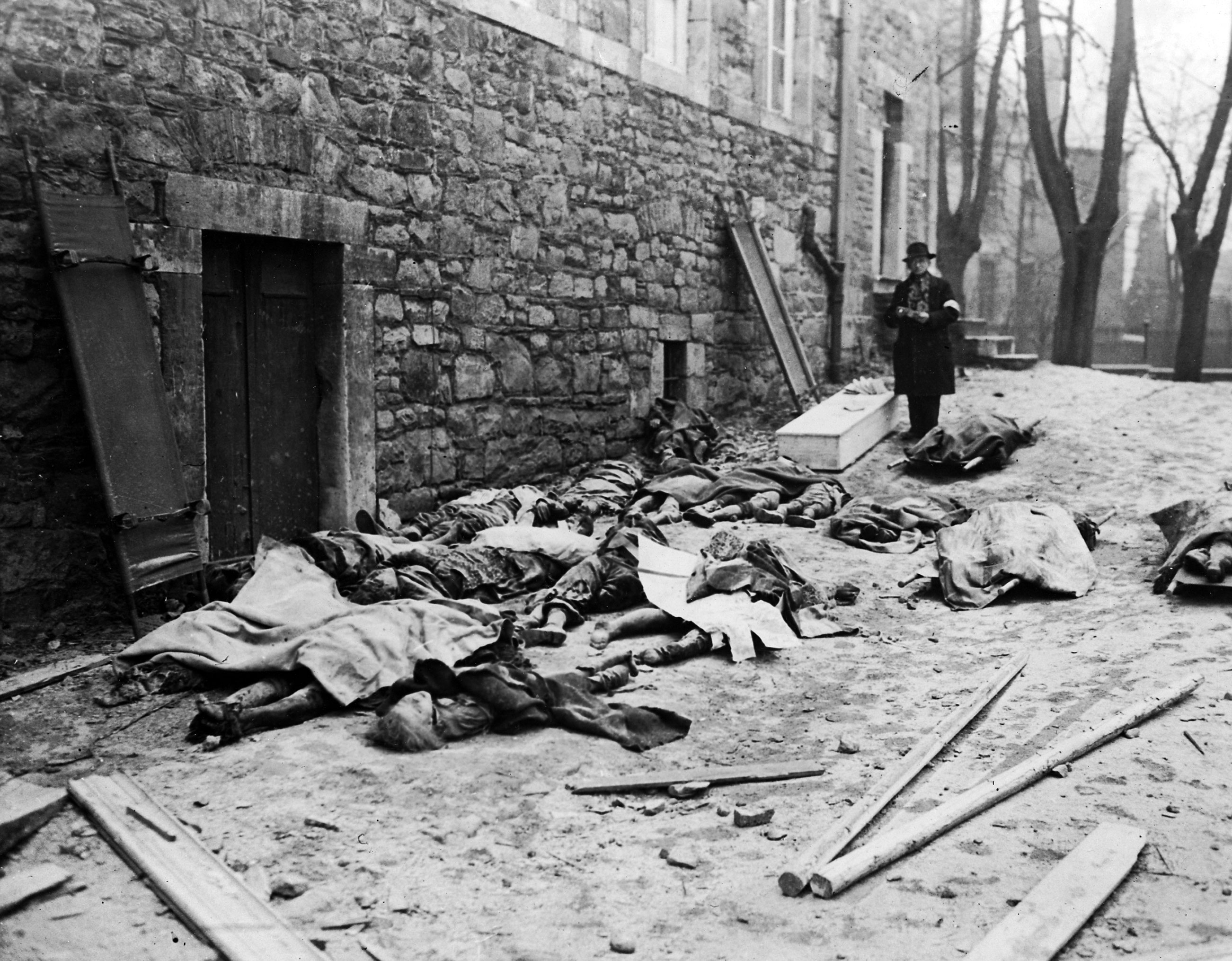
Civis belgas mortos por tropas da SS nazista.

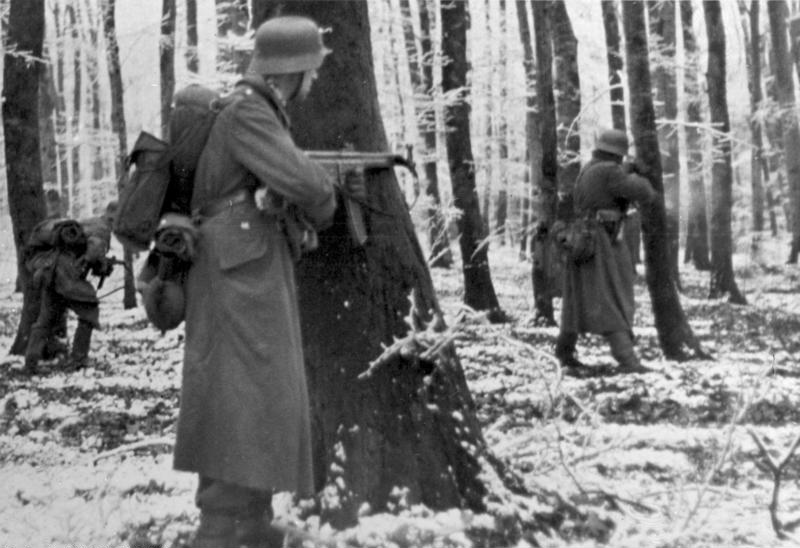
Soldados alemães lutando nas Ardenas.

O 109º e o 110º Regimentos da 28ª Divisão do exército americano, contudo, tiveram um desempenho pior, quando eles se separaram e espalharam sua linha demais formando um perímetro muito volátil e cheio de gargalos. Ambos resistiram bravamente frente a uma força atacante superior e atrasou o cronograma alemão em dias. A situação do 110º Regimento era a pior, como era responsável por uma frente de 17 km, enquanto o 2º Batalhão estava retido na reserva. Colunas de panzers (tanques) tomaram as vilas periféricas e se separam devido a intensa luta e depois avançaram até Bastogne depois de quatro dias. A luta pelas vilas e as defesas americanas, e a confusão nos transportes alemães, atrasou o avanço o suficiente para que a 101ª Divisão Aerotransportada (reforçada pela 9ª e pela 10ª Divisão Blindada) chegasse a Bastogne em caminhões em 19 de dezembro. A feroz defesa de Bastogne, com destaque para a resistência e o ímpeto dos paraquedistas americanos, fez com que os esforços alemães para tomar a cidade, que era vital para a ofensiva, fossem infrutíferos. As colunas de panzers atacavam pelos flancos, isolando Bastogne em 20 de dezembro mas falhando em capturar as importantes estradas da cidade.
Ao sul, três divisões de infantaria de Brandenberger foram detidas pelo VIII Corpo do Exército dos Estados Unidos depois de avançarem 6.4 km; a linha foi então mantida. Apenas a 5ª Divisão Paraquedista alemã de Brandenberger conseguiu avançar 19 km pelos flancos. Eisenhower e seus comandantes perceberam em 17 de dezembro que a luta nas Ardenas era de fato uma grande ofensiva e não um pequeno contra-ataque isolado, e eles ordenaram que todas as tropas disponíveis fossem para a área. Em apenas uma semana, 250 mil homens chegaram na região. O General Gavin da 82ª Divisão Aerotransportada chegou primeiro e, com a 101ª Divisão ocupada defendendo Bastogne, a 82ª recebeu então ordens de deter as Divisões Panzer da SS e também foi ordenada para o norte perto de Elsenborn Ridge.

### Cerco a Bastogne
Quando o Alto Comando Aliado se encontrou em Verdun em 19 de dezembro, a cidade de Bastogne já estava sob pesado ataque alemão há vários dias. Durante o encontro, duas colunas alemães que passavam pela cidade a norte e sul, a 2ª Divisão Panzer e a Divisão Panzer Lehr do XLVII Corpo Panzer, além da infantaria (26ª Divisão Volksgrenadier), vindas do oeste onde a luta era pesada, estavam sendo forçadas a recuar e montar defesas improvisadas na retaguarda. Além disso, o corredor aberto (a sudeste) estava ameaçado e podia ser fechado, cortando assim a rota de fuga das tropas estacionadas na cidade.

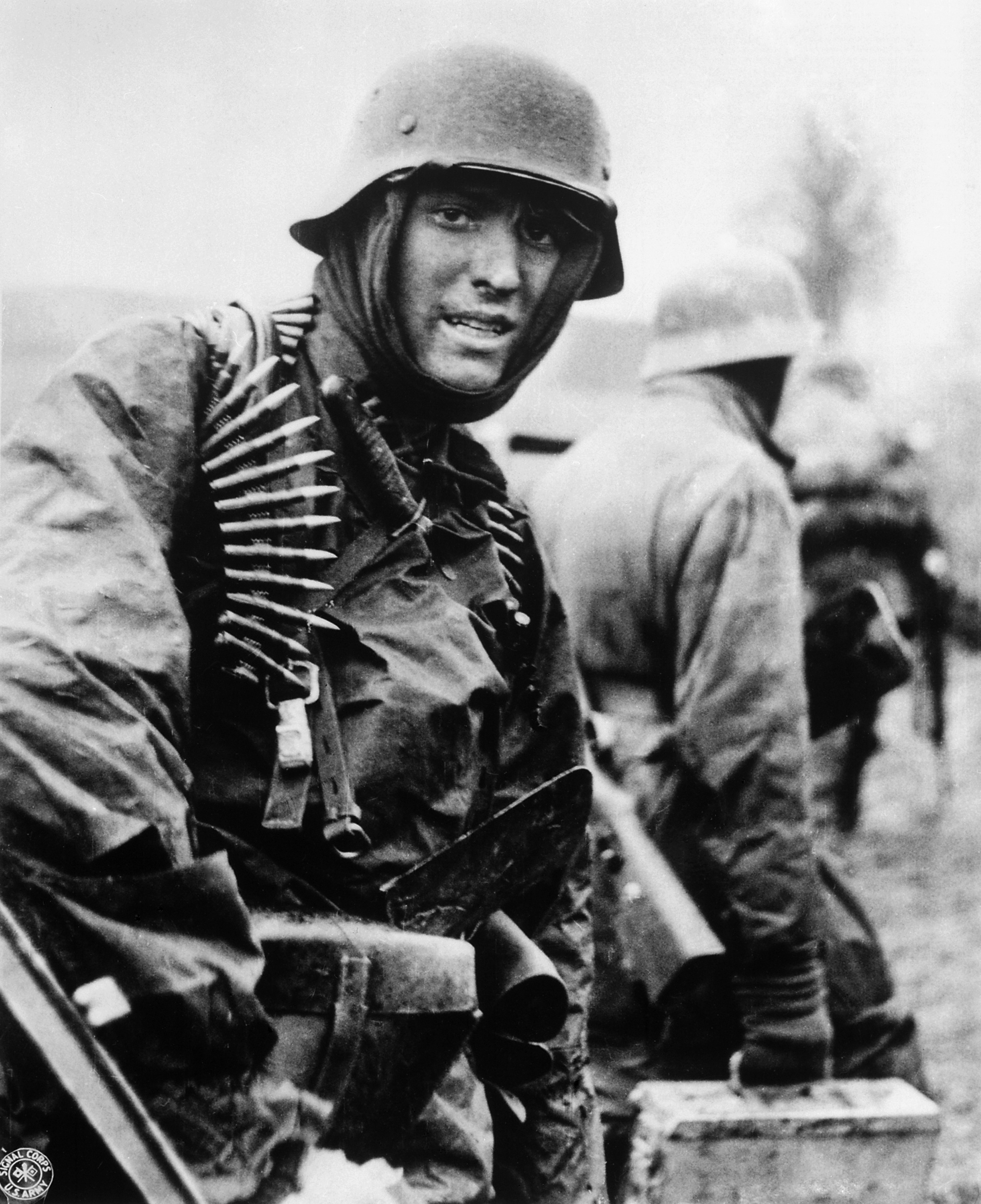
Um soldado alemão avançando pelas Ardenas em dezembro de 1944.

Eisenhower percebeu que os Aliados podiam destruir as forças alemães muito mais facilmente se eles fossem pego em campo aberto e na ofensiva do que se estivessem na defensiva, e falou para os seus generais "a situação que se apresenta diante de nós é uma oportunidade, não um desastre. Haverá apenas rostos felizes nesta mesa." O general Patton, percebendo o que Eisenhower queria dizer respondeu "Droga, temos que ter a coragem de deixar os desgraçados marcharem até Paris. Então, vamos então dispersá-los e destruí-los." Eisenhower, depois de dizer que não estava tão otimista, perguntou a Patton quanto tempo demoraria para que ele levasse seu exército (localizada a nordeste da França) até a frente de batalha para contra-atacar. Ele respondeu dizendo teria duas divisões prontas para atacar em 48 horas, para descrença de seus colegas. Contudo, antes mesmo de ir para a reunião, Patton já havia dado ordens a seu Estado-Maior para preparar as tropas. Quando Eisenhower perguntou quanto tempo levaria para reunir suas forças, elas de fato já estavam sendo reunidas. Em 20 de dezembro, Eisenhower removeu o 1º e o 9º Exércitos do 12º Grupamento do General Omar Bradley e os colocou sob comando do exército de Montgomery.

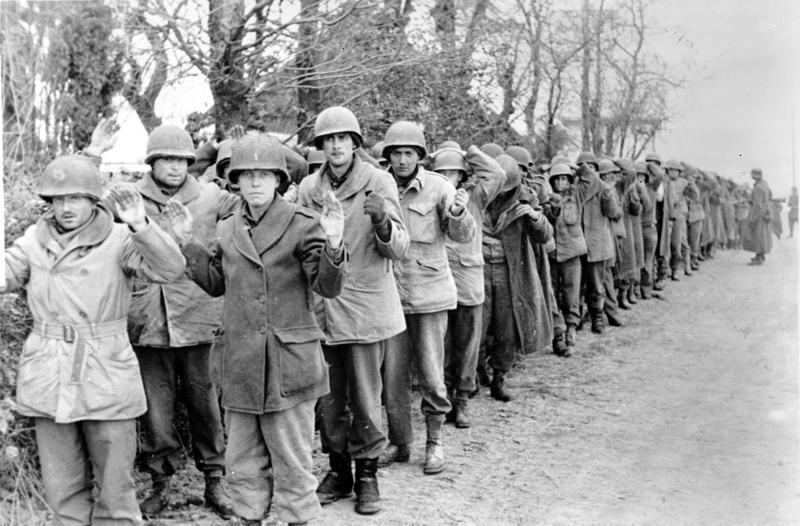
Soldados americanos feitos prisioneiros em 22 de dezembro de 1944

Em 21 de dezembro, as forças alemãs cercaram Bastogne, que era defendida pela 101ª Divisão Aerotransportada (101st Airborne) e pelo Comando de Combate B da 10ª Divisão Blindada. As condições dentro do perímetro eram precárias devido a falta remédios e a maioria dos médicos foi capturado pelos nazistas. A comida era escassa e em 22 de fevereiro a munição para artilharia fora reduzida para apenas 10 cartuchos por canhão. O tempo melhorou, contudo, e suprimentos (munição, principalmente) foram lançadas nos dias seguintes.
Apesar dos intensos e determinados ataques alemães, o perímetro não cedia. O comandante alemão, Generalleutnant Heinrich Freiherr von Lüttwitz, requisitou a rendição das tropas Aliadas em Bastogne. Quando o General Anthony McAuliffe, comandante da 101ª, foi informado das exigências dos nazistas para que ele se rendesse, McAuliffe respondeu "Nuts!" ("Loucura!"). A resposta repercutiu pelas linhas Aliadas e aumentou o moral dos combatentes.
Tanto o 2º Exército Panzer quanto o Panzer Lehr avançaram sobre Bastogne depois de 21 de dezembro, deixando apenas o 901º Regimento para apoiar a 26ª Divisão Volksgrenadier na investida para capturar as estradas locais. A 26ª VG recebeu um regimento de panzergrenadier da 15ª Divisão Panzergrenadier na véspera de natal para apoiá-los no ataque. Pela falta de homens e suprimentos, a 26ª Divisão VG estava exausta, e o XLVII Corpo Panzer concentrou seu ataque em pequenas localidades ao oeste do perímetro ao invés de investir de todos os lados. O ataque, apesar do sucesso inicial quando os tanques de guerra alemães penetraram nas linhas americanas, foi derrotado e todos os blindados foram destruídos. No dia seguinte, a 26 de dezembro, os batedores da 4ª Divisão Blindada americana chegaram a Bastogne e furaram o cerco alemão.

## A contra-ofensiva Aliada

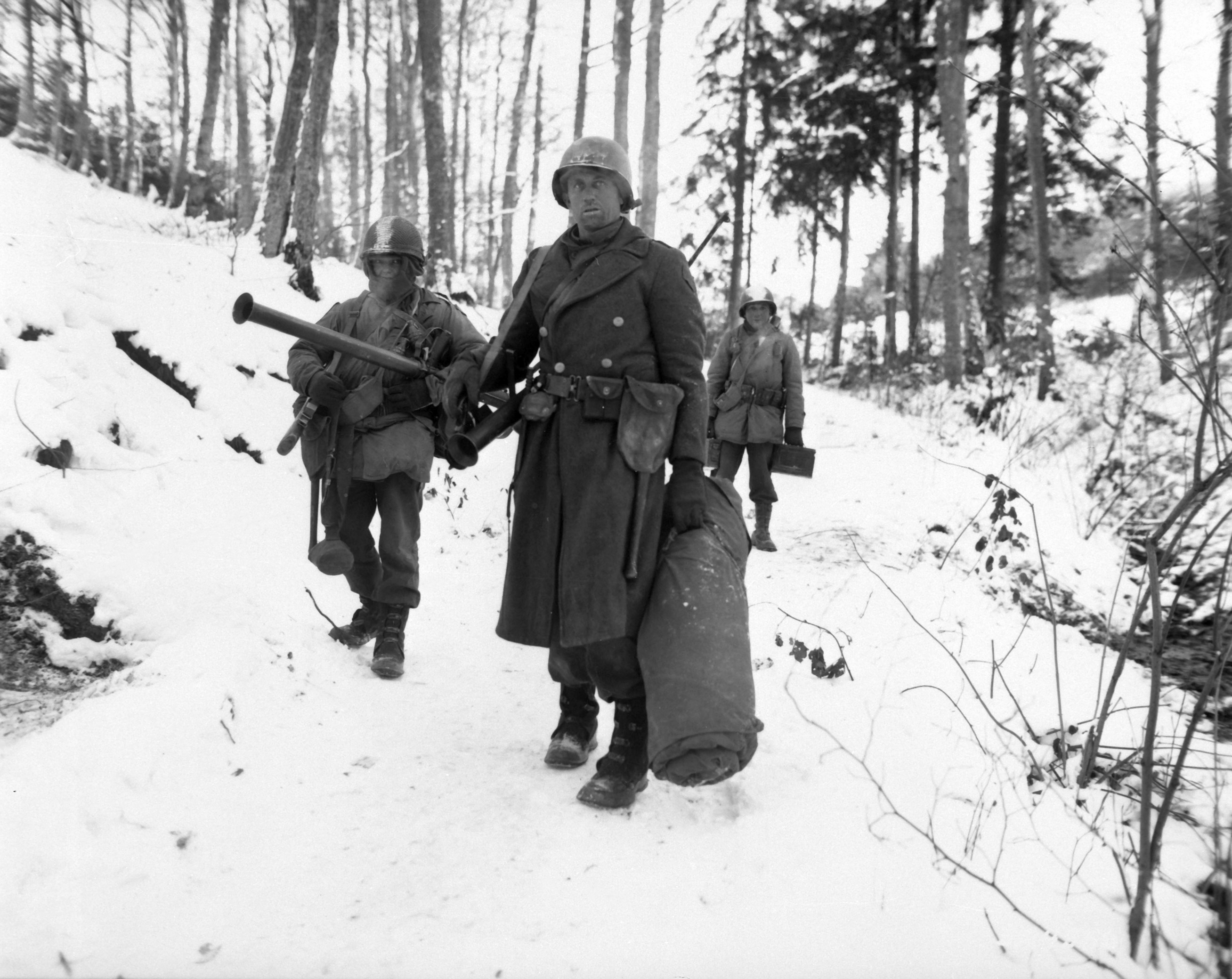
Tropas norte-americanas da 101ª de Engenheiros perto de Wiltz, Luxemburgo, em janeiro de 1945.

Os objetivos originais do ataque marcado no mapa com linhas vermelhas. A linha laranja mostra os avanços na prática.

Em 23 de dezembro, as condições meteorológicas melhoraram muito, permitindo que a Força Aérea Aliada atacasse de forma mais implacável. Os aviões lançaram bombardeios devastadores contra as linhas de suprimentos alemães, e os P-47 Thunderbolts atacavam as tropas alemãs nas estradas. A aviação Aliada também ajudou as tropas cercadas em Bastogne, lançando suprimentos, máquinas, comidas, cobertores e munição.
Em 24 de dezembro, o avanço alemão foi completamente detido na altura do rio Mosa. Unidades do XXX Corpo do Exército Britânico guardavam as pontes em Dinant, Givet e Namur que os americanos estavam prestes a assumir. Os alemães haviam avançado mais longe que suas linhas de suprimentos podiam suportar e munição e combustível estavam ficando escassos. Até essa altura da batalha, as perdas alemãs foram relativamente pequenas, em especial nos blindados, que estavam quase intactos, com exceção das unidades de Peiper que haviam sofrido perdas. No anoitecer de 24 de dezembro, o General Hasso von Manteuffel recomendou que Hitler suspendesse a operação e recuasse o exército para a fronteira. Hitler recusou.
O 3º Exército de Patton então lançou-se contra os alemães em Bastogne. Às 16h50 de 26 de dezembro, a Companhia D, 1º Batalhão do 37º Regimento de blindados da 4ª Divisão motorizada norte-americana, chegou ao interior da cidade de Bastogne, dando um fim ao prolongado cerco alemão.

## O contra-ataque alemão
Em 1 de janeiro de 1945, ainda tentando se manter na ofensiva, os alemães lançaram mais duas operações. Às 09:15h, a Luftwaffe (Aviação Militar Alemã) lançou a Unternehmen Bodenplatte (Operação Baseplate), uma grande campanha aérea contra os campos de pouso Aliados nos Países Baixos. Centenas de aviões atacaram os aeroportos Aliados, destruindo ou danificando 465 aeronaves inimigas. Contudo, a Luftwaffe perdeu 277 aviões, 62 destes derrubados por aeronaves Aliadas e 172 destruídos por fogo antiaéreo, que estava lá para proteger os Aliados dos ataques das bombas voadoras V-1, mas também houve fogo amigo de flaks alemães que não foram informados da ofensiva aérea. As maiores perdas aéreas alemãs aconteceram no campo aéreo Y-29, perdendo 24 de seus aviões abatendo apenas uma aeronave americana. Enquanto os Aliados podiam repor suas perdas em questão de dias, a operação enfraqueceu consideravelmente a já desgastada Luftwaffe, que não se recuperaria do golpe.
No mesmo dia, o Grupo G do Exército Alemão (Heeresgruppe G) e o Grupo do Exército do Reno (Heeresgruppe Oberrhein) lançaram uma ofensiva ao longo de uma linha de 110 km defendida pelo 7º Exército Americano. Esse ataque, conhecido como Unternehmen Nordwind (Operação Vento do Norte), foi a última grande ofensiva alemã da guerra no fronte ocidental. O enfraquecido 7º Exército tinha, sob ordens de Eisenhower, enviado tropas, equipamentos e suprimentos ao norte para reforçar os exércitos americanos nas Ardenas e a ofensiva os deixou em uma situação muito complicada.
Em 15 de janeiro, o VI Corpo do 7º Exército americano lutava em três lados na Alsácia. Com o aumento das perdas e com poucos reforços, tanques, munição e suprimentos, o 7º Exército viu-se obrigado a recuar para o sul do rio Moder em 21 de janeiro. A ofensiva alemã chegou ao fim em 25 de janeiro. No "olho do furacão", na luta desesperada para deter a Operação Nordwind, o VI Corpo, que viu mais ação, sofreu 14 716 baixas, sendo mais de 3 mil fatalidades. As perdas totais do 7º Exército em janeiro foram de aproximadamente 11 609 homens. Essas baixas incluíam ao menos 9 mil feridos. O 1º, o 3º e o 7º Exércitos norte-americanos perderam ao menos 17 mil soldados devido ao frio intenso.

### Os Aliados prevalecem

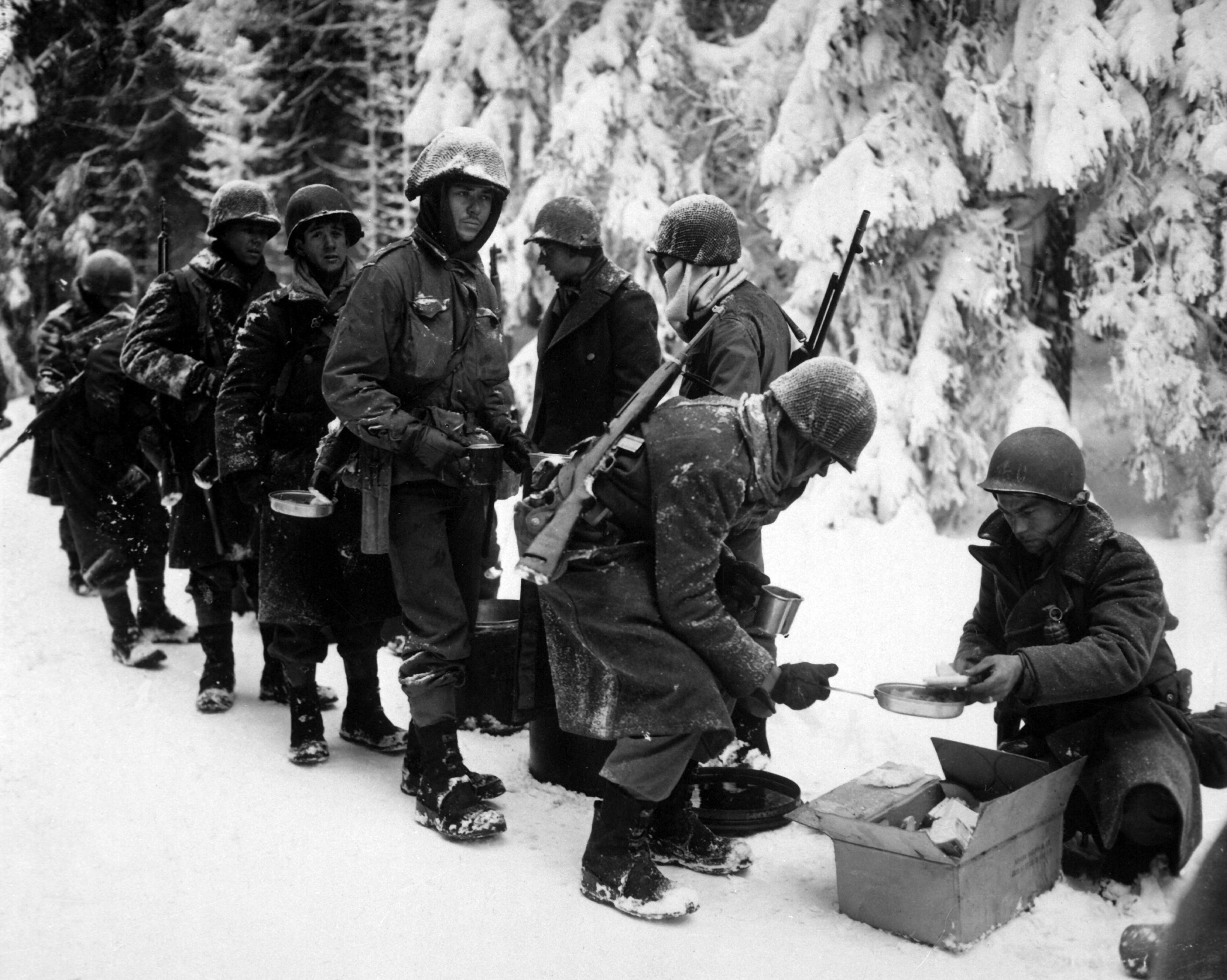
Tropas de infantaria americanas na Bélgica, em janeiro de 1945.

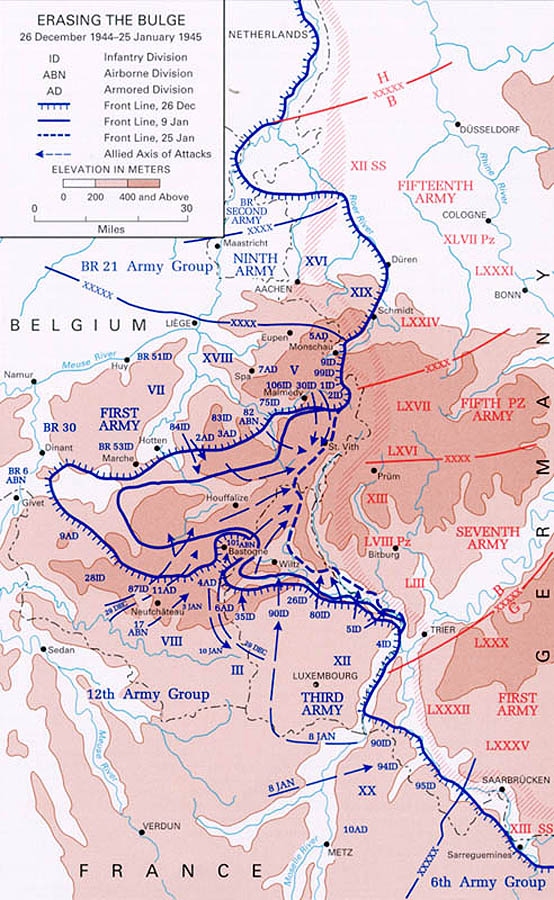
Situação dos contra-ataques Aliados: 26 de dezembro — 25 de janeiro.

Enquanto a ofensiva terrestres dos alemães foi detida, eles ainda controlavam uma bela porção de território Aliado. O exército de Patton no sul, centrado nas cercanias Bastogne, atacaria o norte, com as forças de Montgomery no norte atacando o sul, e as duas forças planejavam se encontrar em Houffalize.
A temperatura no começo de 1945 estava tremendamente baixa. As armas careciam de cuidados especiais e os caminhões tinham de correr a cada meia hora, para evitar que o óleo congelasse. A ofensiva Aliada, contudo, prosseguiu a todo vapor.
Eisenhower queria que Montgomery realizasse uma grande contra-ofensiva em 1 de janeiro, com o objetivo de ir ao encontro do Exército de Patton para isolar as tropas alemãs remanescentes, prendendo-as num bolsão. Contudo, Montgomery, se recusava a lançar sua inexperiente infantaria no meio de uma nevasca em uma aérea sem importância e só obedeceu as ordens em 3 de janeiro, o que acabou dando tempo para que algumas tropas alemãs conseguissem recuar, mas deixando boa parte de seu equipamento pesado para trás.
No começo da ofensiva, o 1º e o 3º Exércitos Americanos estavam separados por 40 km de terreno. O progresso americano ao sul também foi lento, de apenas um quilômetro por dia. A maioria das forças alemãs conseguiram recuar e ao mesmo tempo manter uma defesa coesa, apesar do problema da falta de combustível se tornar tão grave a ponto dos soldados alemães simplesmente deixarem seus tanques e veículos para trás. Em 7 de janeiro de 1945, Hitler finalmente ordenou que suas forças deixassem as Ardenas, incluindo as divisões Panzer da SS, pondo um fim na ofensiva.
Winston Churchill, em discurso na Câmara dos Comuns depois da Batalha das Ardenas disse que "esta foi, sem dúvida, a maior batalha americana da guerra e será lembrada, ao menos eu acho, como a maior vitória dos Estados Unidos na guerra".

## Consequências

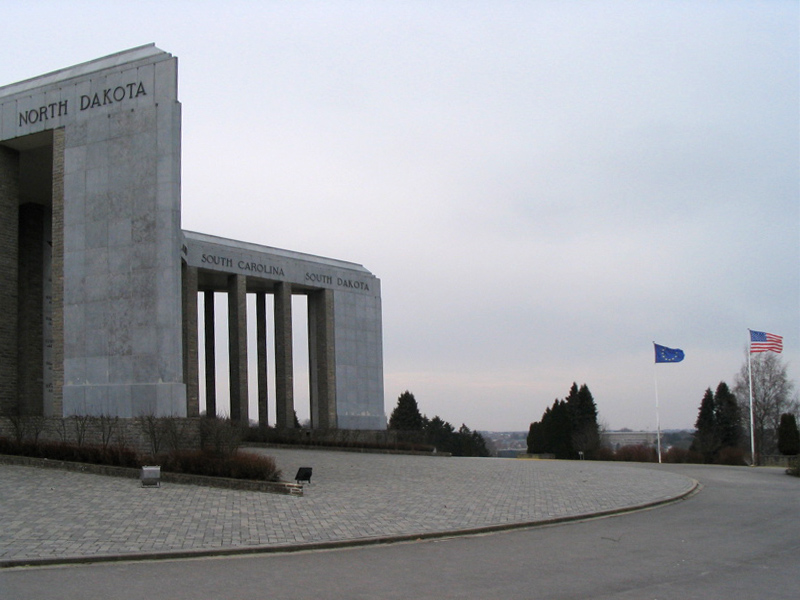
O Memorial Mardasson em Bastogne, na Bélgica.

O total de perdas humanas na batalha variam de uma fonte para outra. O número oficial de perdas totais sofridas pelas tropas norte-americanas na ofensiva foi de 75 482 baixas (8 407 mortos, 46 170 feridos e 20 905 desaparecidos), com outras estimativas variando de 70 mil a 108 mil as perdas. De acordo com o Departamento de Defesa Americano as tropas estadunidenses perderam 89 500 mil homens sendo no total 8 600 mil mortos, 47 500 feridos e 23 mil desaparecidos. Já um relatório oficial do Departamento do Exército estimou as baixas americanas em 108 347, incluindo 19 246 mortos, 62 489 feridos e 26 612 capturados ou desaparecidos. A Batalha das Ardenas foi o confronto militar mais sangrento que as forças americanas enfrentaram na Segunda Guerra Mundial; mais de 19 mil norte-americanos morreram na Campanha "Ardenas-Alsácia", sendo este o maior número de fatalidades americanas sofridas em um único embate durante todo o conflito. Os britânicos perderam 1 400 soldados. O Alto Comando Alemão estimou suas perdas durante a campanha em 84 834, já outras estimativas dizem que 60 mil ou até 100 mil alemães foram mortos, feridos ou desapareceram.
Os Aliados se aproveitaram do resultado da batalha. Em fevereiro de 1945, as linhas do fronte estavam praticamente no mesmo lugar em que estavam antes da ofensiva alemã em dezembro de 1944. Em fevereiro, os Aliados lançaram uma grande ofensiva a Oeste; no norte, Montgomery atacou Aachen; ao centro, avançavam os homens de Courtney Hodges; e ao sul, Patton destruía tudo em seu caminho. O comportamento de Montgomery entre dezembro e janeiro, incluindo uma entrevista que ele deu em 7 de janeiro onde ele minimizou a participação dos Generais americanos durante a batalha, acabou por prejudicar suas relações com os militares norte-americanos até o fim da guerra.
As perdas sofridas pelos alemães foram decisivas em vários aspectos: as últimas reservas de homens e máquinas da Alemanha estavam perdidas, a Luftwaffe havia sido completamente sobrepujada e o restante das tropas nazistas no Oeste já estavam recuando para além da linha Siegfried.
O sucesso inicial das forças de Hitler na ofensiva nas Ardenas fez com que Churchill pedisse ao ditador soviético Josef Stalin, em 6 de janeiro de 1945, para que o exército russo iniciasse imediatamente sua ofensiva no Leste para aliviar a situação dos Aliados Ocidentais. Na sexta-feira, 12 de janeiro, os Soviéticos começaram uma pesada ofensiva a Leste, que estava planejada para começar apenas no dia 20.